# Roanne
Roanne (prononcé : /ʁɔ.an/) est une commune française située dans le département de la Loire, en région Auvergne-Rhône-Alpes.
Roanne est la commune la plus dense du département et la 375e au niveau national. C'est également la troisième commune du département en nombre d'habitants après Saint-Étienne et Saint-Chamond.
C'est, avec Montbrison, l'une des deux sous-préfectures du département de la Loire.

## Géographie

### Situation géographique
Au centre de la région Auvergne-Rhône-Alpes, seconde région française, Roanne se situe à environ une heure de Digoin, de Lyon et de Saint-Étienne et à environ une heure et demie de Clermont-Ferrand. Elle est voisine du Forez, du Rhône, de la Saône-et-Loire, de l'Allier et du Puy-de-Dôme.

### Communes limitrophes
| Mably     | Vougy           | Perreux   |
| Riorges   | Roanne          |           |
| Villerest | Commelle-Vernay | Le Coteau |

### Hydrographie

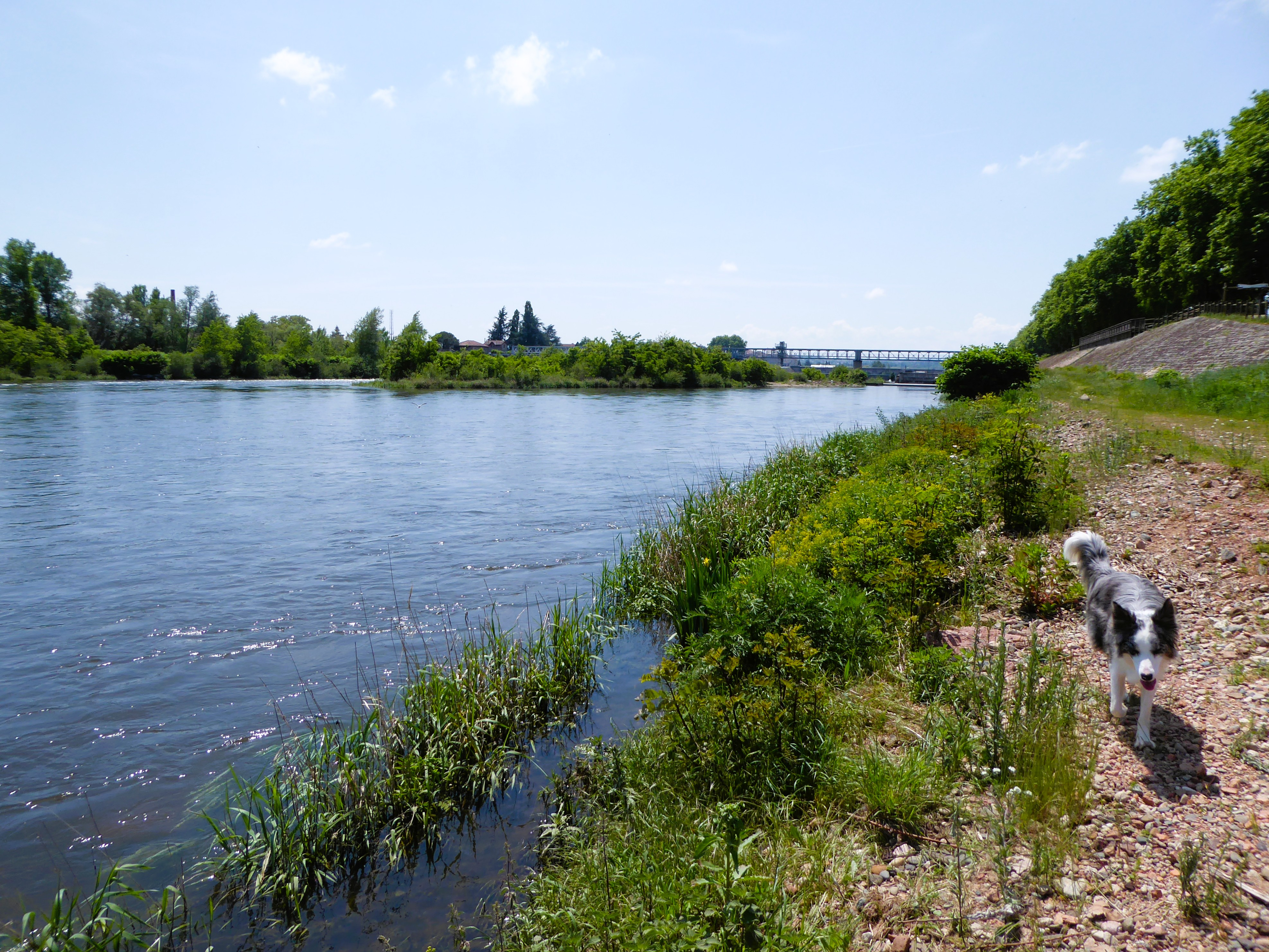
La Loire à Roanne.

Roanne est traversée par la Loire, au 300e kilomètre.
En plus de la Loire, Roanne est arrosée par trois rivières, le Renaison et l'Oudan en rive gauche, et le Rhins en rive droite.
C'est à Roanne que prend naissance le canal latéral de Roanne à Digoin, menant à Chavane, dans la commune de Chassenard, près de Digoin, en communication directe avec la Loire qui l'alimente par une prise d'eau localement appelée « linquet ». Le port de Roanne se situe sur l'ancien bras principal de la Loire, comblé et aménagé lors des grands travaux commencés au milieu du XVIIIe siècle.

### Voies de communication et transports

#### Voies de communication routières

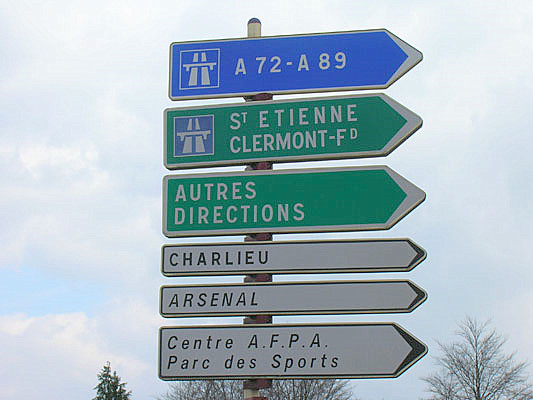
Roanne à proximité des autoroutes A72 et A89.

- A77 : Roanne - Paris (via N7) : 405 km (dont 268 km sur autoroutes) - 4 h 30
- N7 (2 × 2 voies contournant la ville) / A89 : Roanne - Lyon (via N7/N82/A89) : 87 km (prolongement A89 en service depuis janvier 2013) - 55 min
- A72 : Roanne - Saint-Étienne (via N7/N82/A89) : 93 km (dont 82 km sur autoroutes) - 1 h
- D 482 : Roanne - Digoin : 56 km - 50 min
- A89 : Lyon - Clermont-Ferrand (via N7/N82/A89) : 167 km (dont 149 km sur autoroutes) - 1 h 58

Inauguré le 19 janvier 2013, le prolongement de l'A89 met Lyon à moins d'une heure de Roanne et achève l'autoroute reliant Bordeaux à Genève via Lyon. Les travaux ont débuté le 28 juin 2008 par le creusement du tunnel de Violay, d'une longueur de 3,9 km. D'une distance de 49,5 km dont 31,5 dans le département de la Loire, cette portion autoroutière relie Roanne à La Tour-de-Salvagny à l'entrée de Lyon via Balbigny et Tarare, un chantier de 1,3 milliard d'euros.

#### Transports urbains

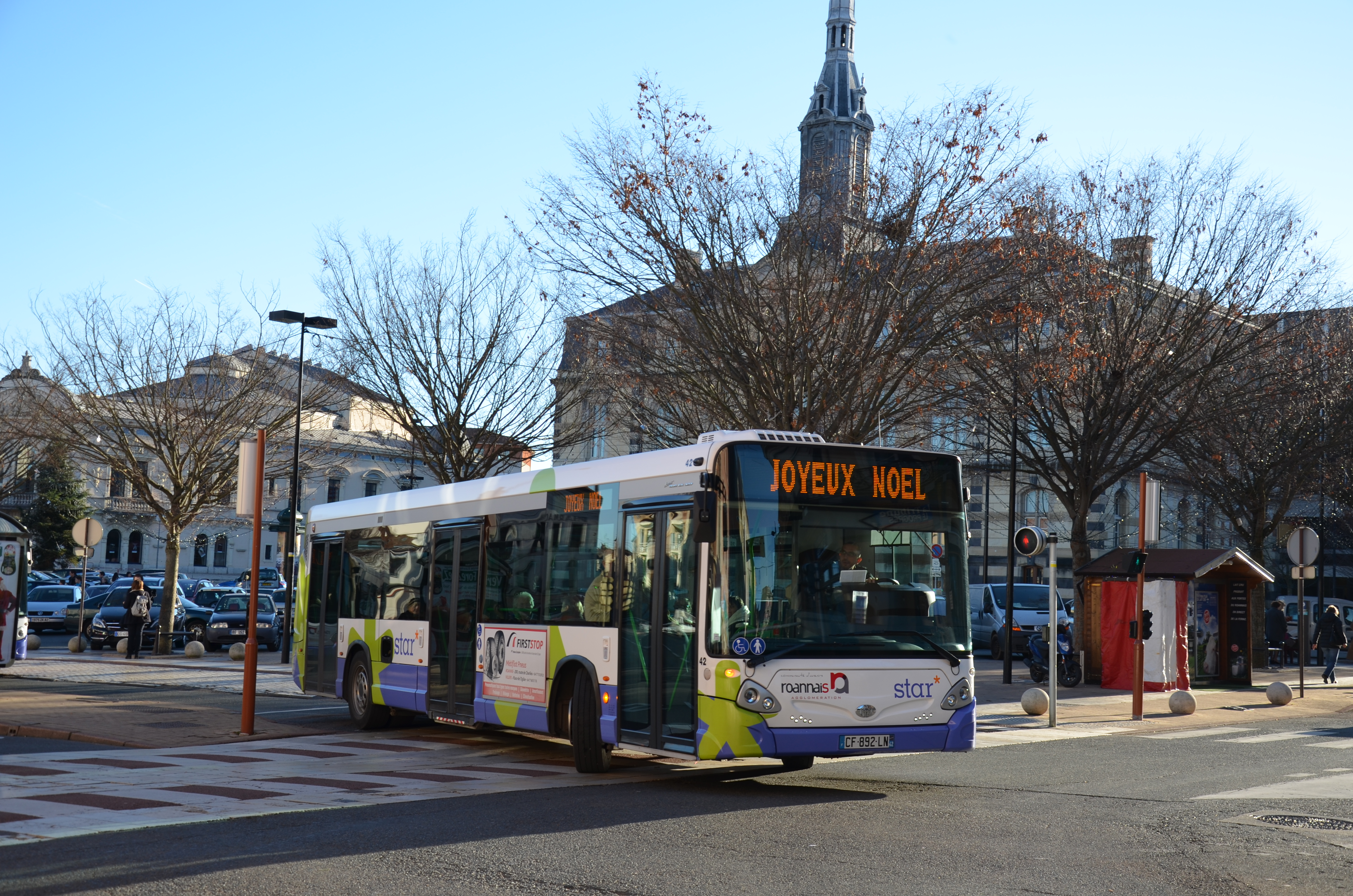
Un autobus du réseau STAR devant l'hôtel de ville.

À la fin du XIXe siècle, la desserte entre les différents quartiers de la ville se fait par des voitures publiques tirées par deux chevaux. Face au développement de la population, on installe trois lignes de tramway (Les Canaux - Gare du Coteau, Saint-Clair - Cimetière, Carrefour - Gare de Roanne). Les trams sont inaugurés le 1er janvier 1901. Il serviront jusqu'au 28 novembre 1949. Les premiers autobus font leur apparition en 1934.
La ville de Roanne et la communauté d'agglomération Roannais Agglomération avec le réseau de la STAR (Société des Transports de l'Agglomération Roannaise) dispose d'un service de transports en commun très dense, géré par Transdev Roanne filiale de Transdev.
Un pôle d'échanges (accessible aux personnes à mobilité réduite) du côté du quartier Mulsant, adossé à la gare, regroupe l'ensemble des transports urbains et interurbains ainsi que le bus assurant la desserte avec la gare du Creusot TGV en 1 h 30. La gare routière abrite 9 lignes régulières desservant les communes de Balbigny, Neulise, Saint-Martin-d'Estréaux, Ambierle, Renaison, La Gresle, Perreux, Saint-Alban-les-Eaux, Saint-Just-en-Chevalet, Saint-Germain-Laval, Boën, Charlieu, Vougy, Chauffailles, Briennon et 5 scolaires. En 2008, on estime à 18 000 le nombre d'entrées et de sorties quotidiennes sur le site du pôle d'échanges.

#### Transport ferroviaire

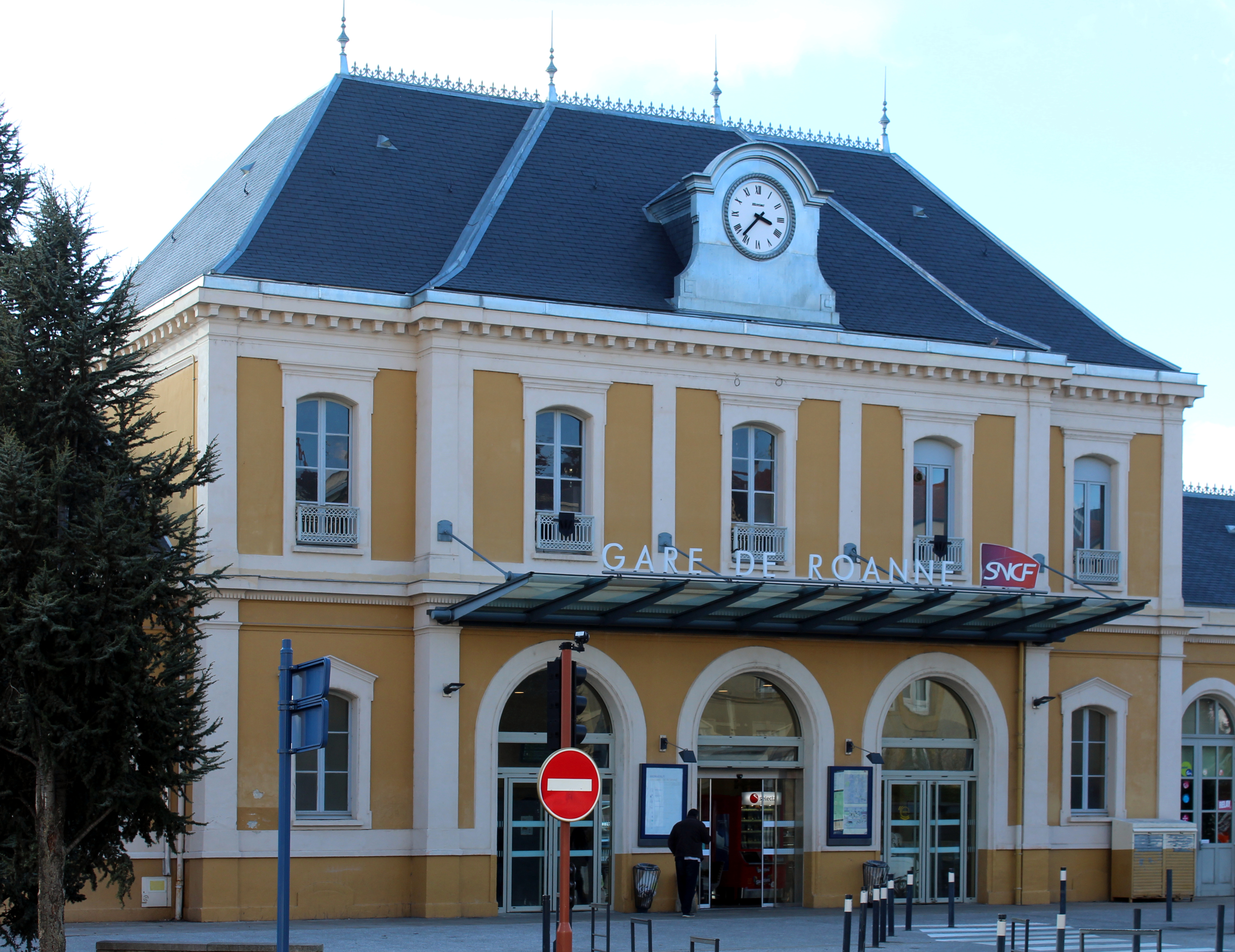
La gare de Roanne.

Principales destinations par le train au départ de la gare de Roanne :
- Lyon-Part-Dieu (1 h 5), Lyon-Perrache (1 h 10) Clermont-Ferrand (1 h 15), Saint-Étienne-Châteaucreux, (1 h 10), Tarare (35 min), par liaisons directes TER Auvergne-Rhône-Alpes ;
- Paris-Gare-de-Lyon via :
  - Le Creusot (par cars Région Express) + TGV (3 h 15) ;
  - Moulins-sur-Allier (par Intercités) (3 h 45) ;
  - Paris Gare de Lyon par TER + TGV (3 h 30) ;
  - Vichy (par Intercités) (4 h 10).

Pour faire face à l'engorgement de la ligne TGV Paris-Lyon, un dossier est à l'étude : un nouvel axe TGV-Sud appelé projet LGV POCL passant par la gare d'Orléans avec d'ici 2025-2030, une gare de raccordement située dans les alentours de Roanne. La ville serait ainsi à moins de 1 h 30 de la gare de Paris-Austerlitz.

#### Transport aérien
- Aéroport de Lyon-Saint-Exupéry
  - Accès route via Lyon - 120 km (dont 49 km sur autoroutes) - 1 h 45
  - Accès train via Lyon-Part-Dieu - Durée train 1 h 15 + Correspondance + Durée navette 35 min - 1 h 50
- Aéroport de Saint-Étienne-Loire
  - Accès route - 75 km (dont 63 km sur autoroutes - Sortie 9) - 1 h
- Aéroport de Clermont-Ferrand Auvergne
  - Accès route - 126 km (dont 112 km sur autoroutes) - 1 h 30
- Aéroport de Roanne (code IATA : RNE • code OACI : LFLO) dans la commune de Saint-Léger-sur-Roanne.

#### Transport fluvial

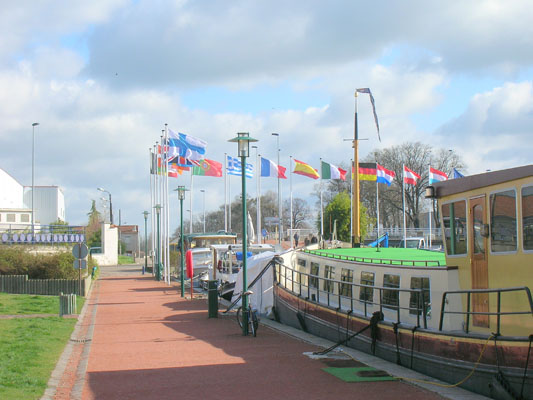
Le port de plaisance de Roanne.

Après avoir chargé pendant plus d'un siècle des millions de tonnes de charbon et de céramique, de sucre et de phosphate, de sable de Nemours, d'eaux minérales de Saint-Galmier, de pâte à bois pour France-Rayonne, de céréale et d'argile, le port cesse toute activité commerciale le 1er juin 1992. Il se reconvertit en 1993 vers le tourisme. Il est proche des commerces du centre de la ville et géré par Suez.
En 2002, plus de 300 bateaux de plaisance venus de toute l'Europe ont franchi l'écluse et fait escale dans la ville. Le port accueille une centaine de bateaux entre 6 et 38 m.

### Climat
Pour des articles plus généraux, voir Climat d'Auvergne-Rhône-Alpes et Climat de la Loire.
En 2010, le climat de la commune est de type climat océanique dégradé des plaines du Centre et du Nord, selon une étude du Centre national de la recherche scientifique s'appuyant sur une série de données couvrant la période 1971-2000. En 2020, Météo-France publie une typologie des climats de la France métropolitaine dans laquelle la commune est exposée à un climat de montagne ou de marges de montagne et est dans la région climatique Nord-est du Massif Central, caractérisée par une pluviométrie annuelle de 800 à 1 200 mm, bien répartie dans l’année.
Pour la période 1971-2000, la température annuelle moyenne est de 10,8 °C, avec une amplitude thermique annuelle de 16,6 °C. Le cumul annuel moyen de précipitations est de 691 mm, avec 10,1 jours de précipitations en janvier et 7,2 jours en juillet. Pour la période 1991-2020, la température moyenne annuelle observée sur la station météorologique de Météo-France la plus proche, « Riorges - Man », à Riorges à 2 km à vol d'oiseau, est de 12,3 °C et le cumul annuel moyen de précipitations est de 711,4 mm,. Pour l'avenir, les paramètres climatiques de la commune estimés pour 2050 selon différents scénarios d'émission de gaz à effet de serre sont consultables sur un site dédié publié par Météo-France en novembre 2022.
| Mois                                  | jan.           | fév.           | mars          | avril         | mai           | juin          | jui.          | août          | sep.            | oct.            | nov.             | déc.           | année    |
| ------------------------------------- | -------------- | -------------- | ------------- | ------------- | ------------- | ------------- | ------------- | ------------- | --------------- | --------------- | ---------------- | -------------- | -------- |
| Température minimale moyenne (°C)     | 0,5            | 0,3            | 2,5           | 5,1           | 9,2           | 13            | 14,8          | 14,4          | 10,6            | 8,1             | 3,8              | 1,3            | 7        |
| Température moyenne (°C)              | 4,1            | 4,8            | 8,2           | 11,2          | 15,3          | 19,2          | 21,2          | 21            | 16,7            | 12,9            | 7,7              | 4,8            | 12,3     |
| Température maximale moyenne (°C)     | 7,8            | 9,3            | 13,8          | 17,2          | 21,3          | 25,4          | 27,6          | 27,6          | 22,7            | 17,8            | 11,7             | 8,2            | 17,5     |
| Record de froid (°C) date du record   | −25 23.01.1963 | −21 05.02.1963 | −14 01.03.05  | −8 08.04.03   | −3 01.05.1960 | 1 04.06.1962  | 3 07.07.1962  | 2 31.08.1998  | −1,8 29.09.1972 | −9,4 30.10.1997 | −11,6 24.11.1998 | −16 22.12.1963 | −25 1963 |
| Record de chaleur (°C) date du record | 18,6 10.01.15  | 24 28.02.1960  | 27,3 24.03.01 | 33 19.04.1949 | 35 17.05.1945 | 40,2 27.06.19 | 42 30.07.1947 | 40,8 12.08.03 | 38 06.09.1949   | 30,6 04.10.04   | 25 09.11.1985    | 21 05.12.06    | 42 1947  |
| Précipitations (mm)                   | 41,8           | 33             | 37,9          | 53,4          | 78,3          | 74,2          | 73            | 69,9          | 68,1            | 69,1            | 68,2             | 44,5           | 711,4    |

## Urbanisme

### Typologie
Au 1er janvier 2024, Roanne est catégorisée centre urbain intermédiaire, selon la nouvelle grille communale de densité à sept niveaux définie par l'Insee en 2022.
Elle appartient à l'unité urbaine de Roanne, une agglomération intra-départementale regroupant 15 communes, dont elle est ville-centre,,. Par ailleurs la commune fait partie de l'aire d'attraction de Roanne, dont elle est la commune-centre,. Cette aire, qui regroupe 88 communes, est catégorisée dans les aires de 50 000 à moins de 200 000 habitants,.

### Occupation des sols
L'occupation des sols de la commune, telle qu'elle ressort de la base de données européenne d’occupation biophysique des sols Corine Land Cover (CLC), est marquée par l'importance des territoires artificialisés (75,5 % en 2018), en diminution par rapport à 1990 (77,9 %). La répartition détaillée en 2018 est la suivante :
zones urbanisées (46,5 %), zones industrielles ou commerciales et réseaux de communication (23,2 %), zones agricoles hétérogènes (10,9 %), eaux continentales (9,8 %), espaces verts artificialisés, non agricoles (5,7 %), prairies (3,7 %), forêts (0,1 %). L'évolution de l’occupation des sols de la commune et de ses infrastructures peut être observée sur les différentes représentations cartographiques du territoire : la carte de Cassini (XVIIIe siècle), la carte d'état-major (1820-1866) et les cartes ou photos aériennes de l'IGN pour la période actuelle (1950 à aujourd'hui).

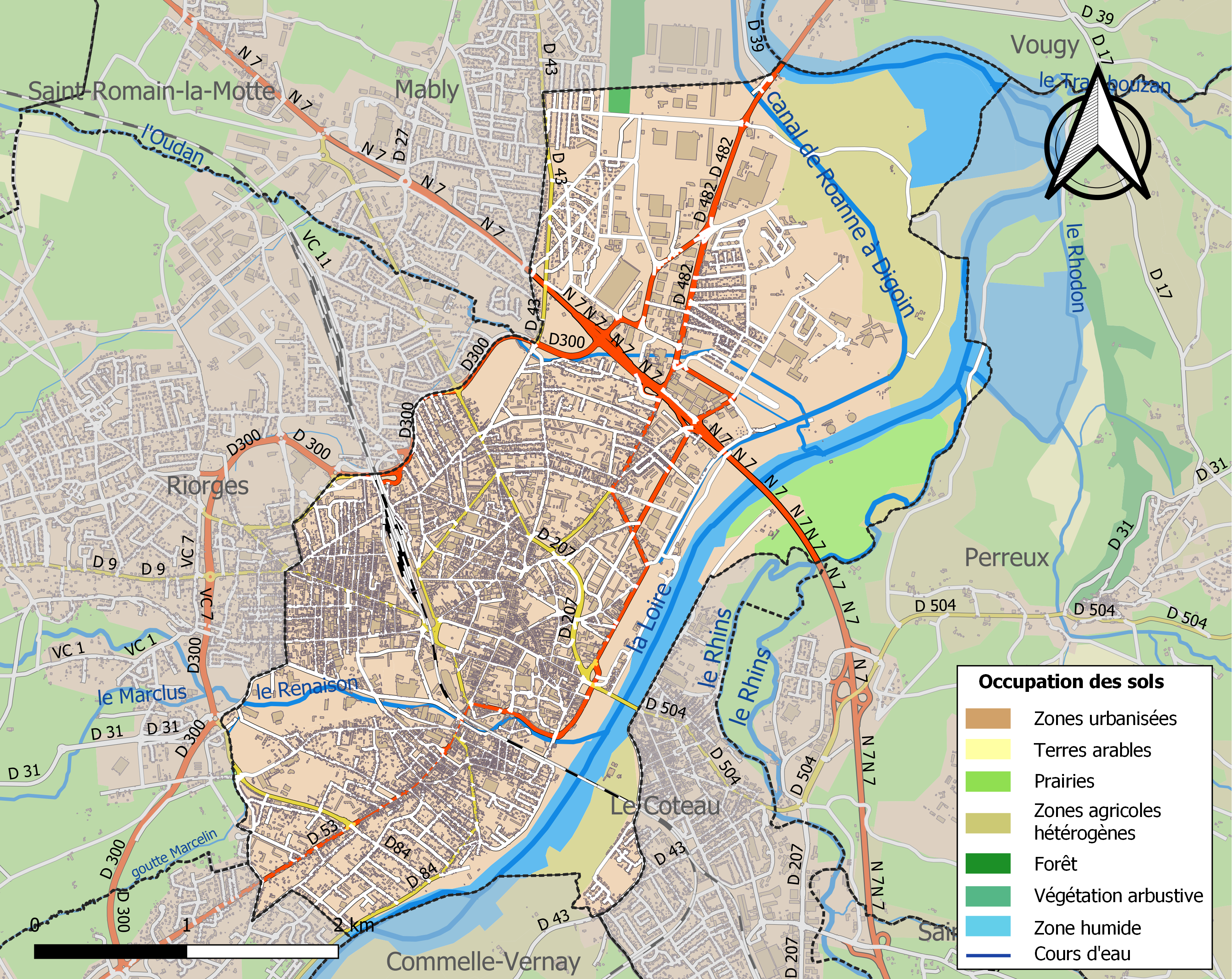
Carte des infrastructures et de l'occupation des sols de la commune en 2018 (CLC).

### Quartiers

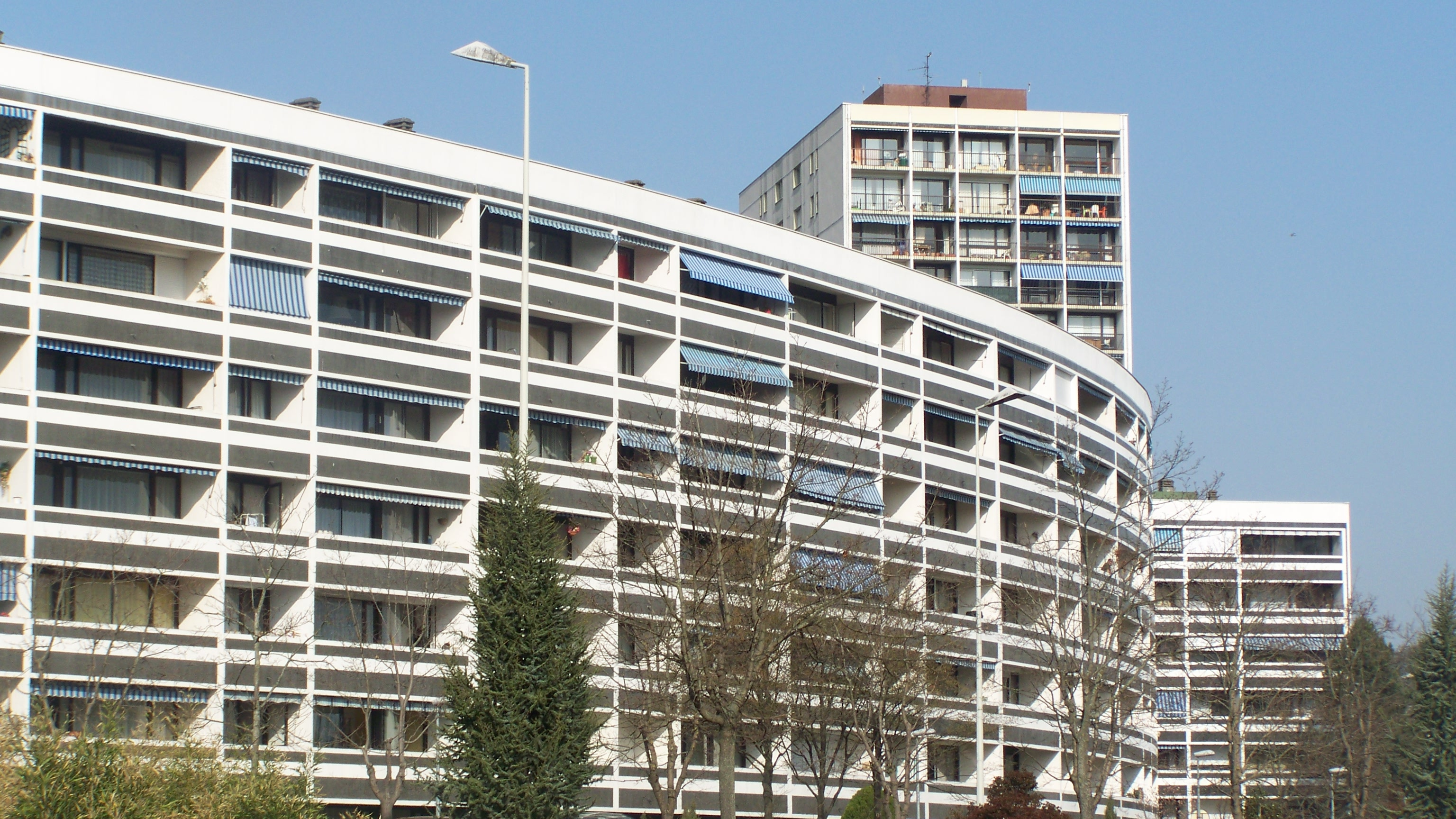
Quartier Fontquentin.

Depuis juillet 2008, pour favoriser la démocratie participative, les huit quartiers (Arsenal, Bords de Loire, Centre, Clermont / Saint-Clair, Le Parc, Mâtel / Saint-Roch, Mulsant et Paris), disposent chacun d'un conseil de quartier de 40 membres résidents élus pour deux ans (24 volontaires, 8 issus des listes électorales, et 8 représentants des associations, institutions et professionnels).

#### Arsenal
Le plus récent des quartiers de Roanne. Comme son nom l'indique, voit le jour avec la décision le 13 octobre 1916 d'Albert Thomas, alors sous-secrétaire d'État à l'armement, de créer à Roanne un atelier pour produire des obus et des canons lourds. Le projet et la réalisation sont confiés à l'ingénieur Émile Hugoniot (1877-1928). Le 7 janvier 1917, les maires de Mably et des communes environnantes sont informés par le sous-préfet Lucien Bourienne (1872-1953), de la construction d'un futur arsenal. Annonce mal accueillie car l'État demande de créer les infrastructures d'une ville : égouts, rues, abattoirs, tramway, écoles, police, octroi, etc.
André Citroën fit un court passage à Roanne (locataire du château de Mably, et non pas du château de Mâtel qu'en revanche il acheta, après avoir occupé la villa de la Martinière) où il supervisera avec une partie de son personnel parisien l'installation d'une chaîne de production entre juin et novembre 1918, ses usines du quai de Javel étant menacées par les Allemands (en 1919, André Citroën, absent de Roanne, achète et revend six mois plus tard le château de Mâtel). L'arsenal compte trois bâtiments : Somme, Verdun et Marne sur les cinq prévus.
À l'armistice de 1918, l'arsenal n'a pas atteint son objectif de production car il est encore en construction ainsi que ses cités. Il était alimenté par une importante centrale thermique, par le chemin de fer et par l'eau avec la construction d'un port, vers Bonvert.
Le 1er janvier 1920, l'arsenal met à disposition de la ville de Roanne les locaux de son école publique ouverte en octobre 1918. C'est à partir des années 1950 et l'extension de Roanne que le quartier de l'arsenal va se développer par la construction de maisons et lotissements sur Mably. Les cités ouvrières situées sur les communes de Mably et de Roanne furent construites en même temps que l'établissement à partir de 1917. Celles de Mably furent remplacées par des HLM et des lotissements à partir des années 1970 et les maisons de la cité Roanne vendues dans les années 1990.

#### Faubourg Mulsant

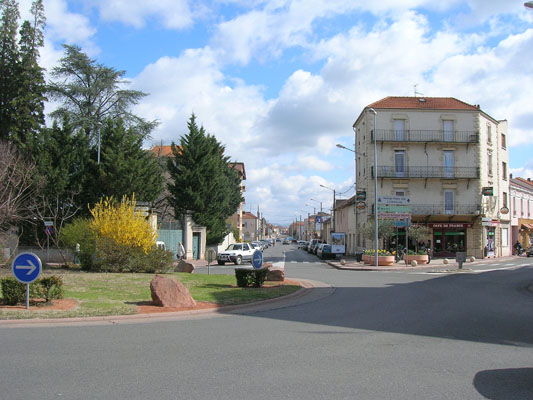
Le rond-point des Canaux au faubourg Mulsant à Roanne.

Du nom de Sébastien Mulsant (1759-1825) et de Jean-Pierre Mulsant (1768-1828), fils de Jeanne-Marie Chevrot (1734-1768) et d'Étienne Mulsant (1733-1795), industriel à Thizy (Rhône). Ce dernier introduisit le coton dans le tissage à la place du chanvre.
En 1817, les deux fils collaborent à l'achat à la limite du marais de terrains pour y construire de petites maisons individuelles surnommées les « Baraques » (dans le bas de l'actuelle rue Mulsant) où seront installés leurs ouvriers tisseurs. Jean-Pierre Mulsant fait faillite, et Sébastien Mulsant devient en 1796 le maire de Mably.
En 1863, la mairie de Roanne obtiendra l'annexion de ces terrains qui prendront officiellement le nom de faubourg Mulsant.
Le quartier voit l'arrivée des frères Montgolfier en 1823. Ils construisent une papeterie au-dessus de la rivière du Renaison et installent au début de la rue Mulsant un entrepôt. Les papiers fabriqués par les Montgolfier ont pour emblème un phénix. C'est ce nom que Roanne donnera au dépôt qui depuis 1846 a été transformé en orphelinat par les Sœurs de Saint Charles de Lyon.
Le réseau des CFDL (Chemins de fer départementaux de la Loire) voit le jour en 1901 avec le chemin de fer de la Côte et l'ouverture de la 1re ligne Roanne-Boën. En 1909, il relie Renaison, puis Vichy en 1910. On surnomme ce train le « tacot » : il part de « l'octroi » situé aux Canaux au faubourg Mulsant. En 1936, le CFDL est raccordée à la gare de Roanne et le départ déplacé au 22 rue Mulsant. En 1935, la construction du pont routier des Promenades Populle supprime le passage à niveau de la voie SNCF vers Lyon et Saint-Étienne. Dès 1933 apparaissent les premiers autobus. Ils marquent la disparition progressive de la CFDL.
Aujourd'hui, la vie commerçante du quartier a beaucoup décliné, après l'ouverture fin 1993 à l'entrée de Riorges du centre commercial Les Portes de Riorges avec l'hypermarché E.Leclerc. Il reste néanmoins rythmé chaque dimanche matin par le marché de la place Victor Hugo. Les commerçants réunis dans l'association Mulsant-Canaux rencontrent la mairie en juillet 2008 pour lui proposer des idées destinées à redynamiser le quartier : zone bleue, rénovation de l'habitat, espaces verts et résidences pour personnes âgées.
Depuis le 7 mai 2008, le quartier est relié par une passerelle donnant entre le nouveau pôle d'échanges et la gare de Roanne.

#### Mâtel
Sa croissance récente dans l'histoire, est liée aux implantations industrielles autour du bassin de l'Oudan avec notamment les Papeteries Navarre et la Société Cupro-Textile fondée le 29 janvier 1925 avec la participation de l'entreprise Gillet & Fils fondée vers 1837 par François Gillet. La société France-Rayonne arrivera plus tard, en 1940, fruit de la politique de collaboration. En 1928, les enfants de la cité Gillet allaient à l'école primaire de l'arsenal par le chemin des écoliers jusqu'à la création dans les années 1930 de l'école route de Charlieu. Elle marque le début du développement du quartier de Mâtel.

#### Faubourg de Paris
Un ancien marécage. Le quartier se développe après 1750, quand Trudaine, un des créateurs du réseau routier en France décide l'aménagement de la route entre Paris et Lyon, future rue nationale puis route nationale 7. S'y implante un terrain militaire, qui deviendra en 1874 la caserne Werlé (aujourd'hui campus Pierre-Mendès-France).

#### Faubourg Clermont

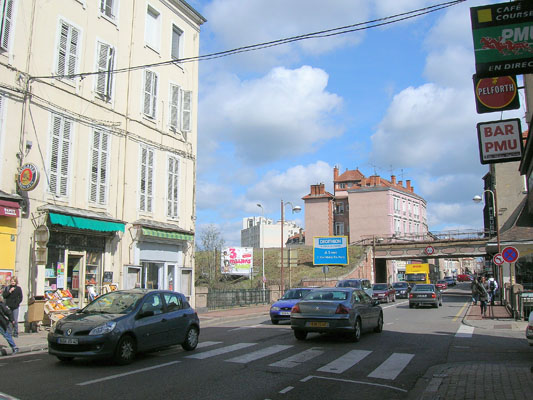
Le faubourg Clermont à Roanne.

Il se développe vers 1830, une fois installée une passerelle permettant de franchir la rivière du Renaison. Le quartier débutait rue Brison où se trouvait l'importante manufacture de quincaillerie et fabrique de boutons des frères Alcock. Des tanneries comme Fortier-Beaulieu et Desbenoit s'installèrent le long de la rivière du Béal, affluent du Renaison. Une filature prit place en 1830 en bordure du collège Jules Ferry, le bâtiment subsiste toujours comme centre administratif du collège.
Signalons la rue du Moulin à Vent ainsi dénommée par la présence d'un moulin construit en 1705 entre les rues de Clermont et l'impasse des Tisseurs. C'était une tour de 8 m de haut et 6,50 m de diamètre extérieur. Son emplacement figure sur un plan des propriétés de la comtesse Catherine Scholastique Bazin de Bezons (1706-1779) vicomtesse de Mably et douairière de la Feuillade (fille de Jacques Bazin de Bezons, 1646-1733), en 1759, avec cette mention : « Où fut un moulin à vent ». Il a donc depuis été démoli. Des traces du passé ne demeure aujourd'hui qu'une haie de charmille, dans le jardin du no 5 de l'impasse des Tisseurs, encore appelée aujourd'hui « la maison du moulin à vent ».
Le faubourg Clermont a longtemps hébergé une population immigrée d'Afrique du Nord dans les grands ensembles HLM du Mayollet. Dans les années 1980 et 1990, il a fait l'objet de nombreux travaux de démolition et de réhabilitation. Le quartier permet de rejoindre l'autoroute A89 en direction de Thiers et Clermont-Ferrand.

#### Parc des Sports
En 1957, on pose la première pierre du Baticoop dans le quartier du Parc des Sports. C'est ce que l'on a appelé les cités-jardins, des logements autour d'un espace vert. C'est dans ce quartier que dans les années 1970 s'implante l'usine Michelin.

### Immobilier
Le prix moyen du m2 à Roanne en 2016 s'établit ainsi :
| Type de logement          | 2016  |
| ------------------------- | ----- |
| Appartement (€/m2)        | 1 007 |
| Maison (€/m2)             | 1 252 |
| Loyer mensuel (€/m2/mois) | 6,6   |

## Toponymie
(février 2017).

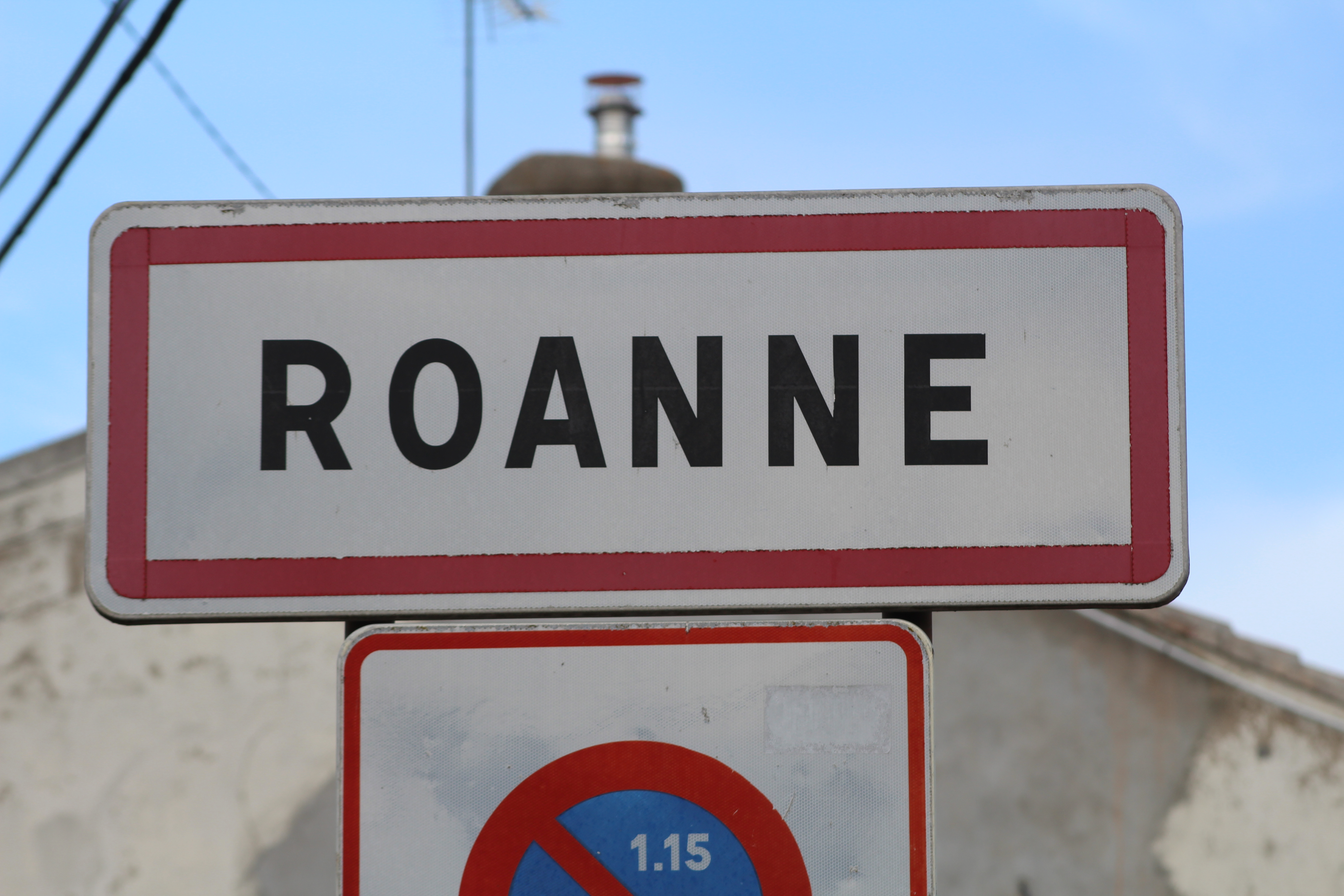
Panneau d'entrée depuis Villerest.

Pour certains, Roanne provient du latin Rod-Onna - Rod que l'on retrouve dans Rhône (qui coule) – et Onna (l'eau), d'où l'appellation Rodumna donnée vers 150 par Ptolémée. Pour d'autres, le nom de Roanne vient d'un dérivé du celte Rodo (le gué) ; là où la Loire commence à devenir navigable, on trouvait un gué permettant aux voyageurs de traverser le fleuve. Rodumna devient au IVe siècle Roidumna, au Xe siècle Rodona, au XIIe siècle Rohana et Rouanne au XVIIe siècle.
Le nom francoprovençal de la ville est Rouana.

## Histoire

### Préhistoire
Dès la Préhistoire ancienne (paléolithique moyen) le secteur connait une occupation importante, notamment reconnue autour des sites des gorges de la Loire. La route de l'étain passait par la vallée du Rhône qui était l'unique voie d'approvisionnement en minerai pour les pays méditerranéens pendant l'âge du bronze. L'étain, venu d'Armorique et de Cornouailles, était transporté jusqu'à l'estuaire de la Loire. De là, il remontait le fleuve afin de rejoindre le Rhône. Ce trajet est attesté par Diodore de Sicile qui, au Ier siècle avant notre ère, parlait d'un périple de trente jours pour atteindre l'embouchure du Rhône.
Certaines sources suggèrent un passage par Roanne, d'autres par la route du Puy-en-Velay et le col du Roux, près de Saint-Cirgues-en-Montagne. Ce trafic n'était pas sans risque comme en témoigne l’hypogée de Roaix, daté de la fin du chalcolithique. Situé au quartier des Crottes, il contenait 30 corps qui tous portent des traces de blessures ou de traumatismes mortels, résultat d'une guerre locale liée au trafic de l'étain.

### Protohistoire et Antiquité
Le bourg primitif de Rodumna (Roanne) fait partie du territoire des gaulois Ségusiaves. Il est fondé vers 150 av. J.-C. au croisement de plusieurs voies commerciales et d'un passage sur la Loire, vraisemblablement en rapport avec le développement du commerce des vins d'Italie entre Rhône et Loire qui est attesté au IIe siècle av. J.-C. dans la région de Roanne. Le village est d'importance secondaire, principalement construit en bois et en terre ; sa surface avant Auguste (27 av. J.-C.-14 apr. J.-C.) ne dépasse pas 10 ha.
Le mobilier archéologique trouvé sur le site antique de Roanne permet d'établir une chronologie en continuité avec les horizons "gaulois" déjà connus, du Ier siècle av. J.-C. au IIIe siècle de notre ère. Il s'organise autour de deux grandes voies antiques qui le traversent : Lugdunum (Lyon) - Mediolanum Santonum (Saintes) et Augustodunum (Autun) - Ruessio (Saint-Paulien).
Les édifices publics, les thermes et les temples sont construits au carrefour de ces deux voies (actuelle place de Lattre de Tassigny).[réf. nécessaire] La ville atteint son extension maximale de 35 ha au milieu du Ier siècle. Une fosse du début du IIe siècle trouvée en 1977 sur le site de l'hôpital dans la rue de Charlieu, donne selon Vaginay une indication du point extrême d'expansion du faubourg nord.
Sa population passe de quelques centaines à près de 3 000 habitants.[réf. nécessaire]
Rodumna est mentionné sur la table de Peutinger sous la forme Roidomna — sans symbole, seulement comme une distance le long du parcours entre Forum Segusiavorum  (Feurs) et Aquis Bormonis (Bourbon-l'Archambault).

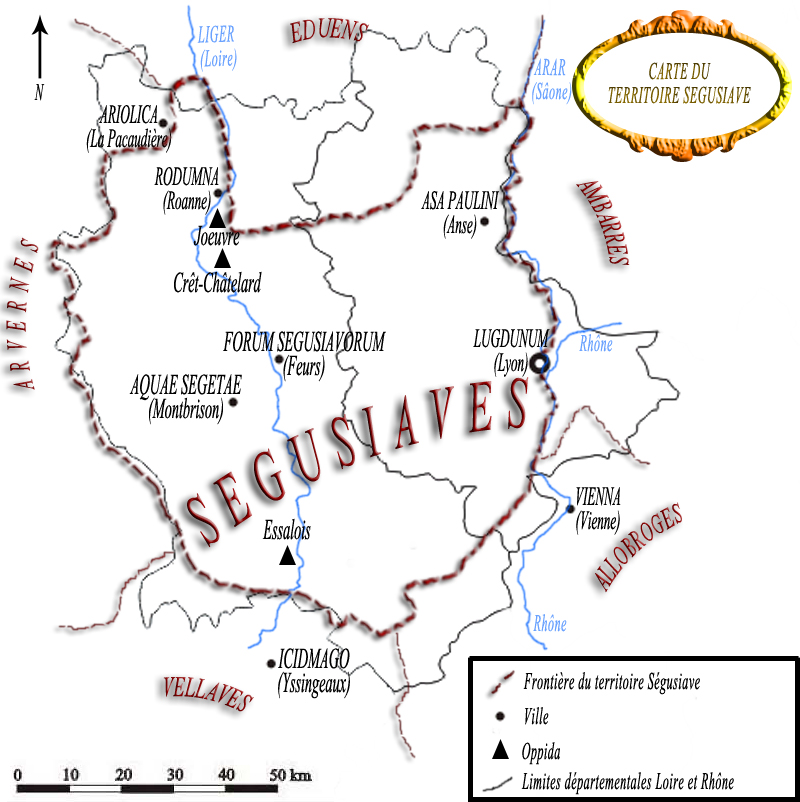
Territoire des ségusiaves
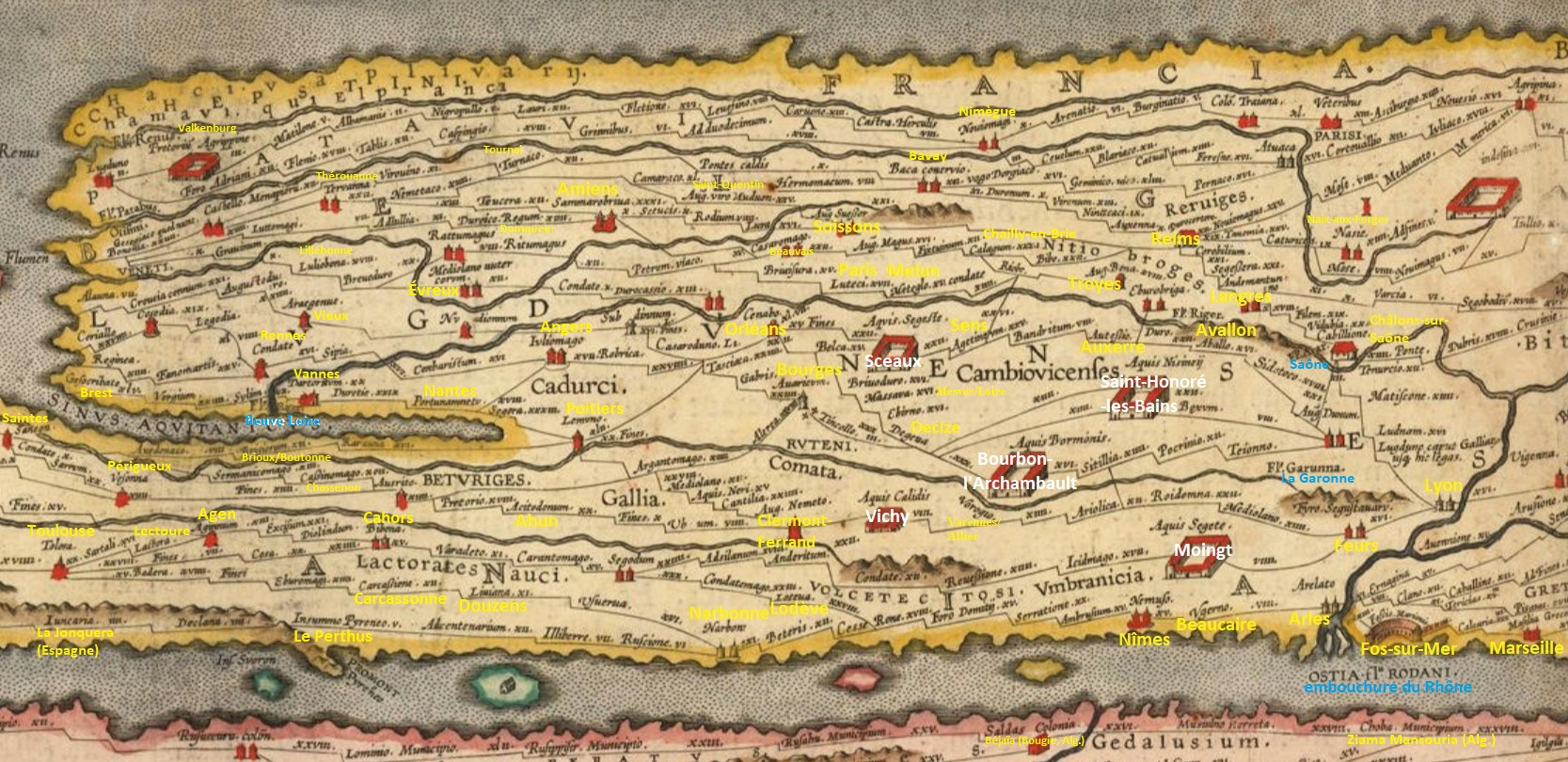
table de Peutinger, section 1 : Gaule narbonnaise et Nemausus : Roidomna écrit au-dessus d'Aquis Segete (Moingt), dans le quart inférieur droit de cette section

Cependant, Roanne, pourtant prospère dès l'époque celte, est peu à peu évincée par Feurs (Forum Segusiavorum), qui est créée par les Romains — de même que Moingt (Aquis Segete) — à partir d'un petit village, bien placé il est vrai ; Forum Segusiavorum devient le centre administratif, religieux, commercial et culturel de la civitas des Ségusiaves de la fin du premier siècle avant notre ère jusqu'au début du troisième siècle de notre ère. Puis Feurs et Moingt déclinent dès la fin du IIe siècle alors que Roanne, centre de fabrication artisanale très lié aux campagnes, conserve son activité. Sous les Sévères (de 193 à 235), les rapports villes-campagnes s'inversent au profit des secondes. Les plus riches des Ségusiaves quittent les villes en difficulté et rejoignent leurs domaines ou le grand commerce à Lyon ou Rome. La cause n’est pas toujours — tant s'en faut — les invasions barbares ; il faut rajouter à l'équation les troubles sociaux des années 197 et 254, les errances d'esclaves, et les révoltes rurales de 280. Ainsi on trouve des couches archéologiques portant des vestiges d'incendie à Feurs et à Roanne de même qu'aux villae de Montverdun et de La Bruyère ; mais soit ces couches sont couvertes par des vestiges du IIe siècle (auquel cas les barbares sont exclus des causes possibles) soit il n'est pas encore possible de les dater.
La fosse du site de l'hôpital rue de Charlieu, qui a été datée aux années 100 à 110 (époque trajane), s'ajoute à d'autres découvertes (relativement éloignées du centre) comme deux ateliers de poterie datés de la fin du Ier siècle, pour contribuer à démontrer que Roanne a conservé son activité plus longtemps qu'il n'était pense jusqu'alors.
À la suite de la première incursion des Alamans (257-259), l'armée romaine construit ou réinvestit d'anciennes places-fortes. La défense de réseau routier est assurée par des contingents Sarmates et Taïfales. Un deuxième raid des Alamans en 267, suivi d'un raid mené par la coalition des Francs et des Suèves en 275-277 achèvent de ravager le pays.[réf. nécessaire]

### Antiquité tardive et Moyen Âge

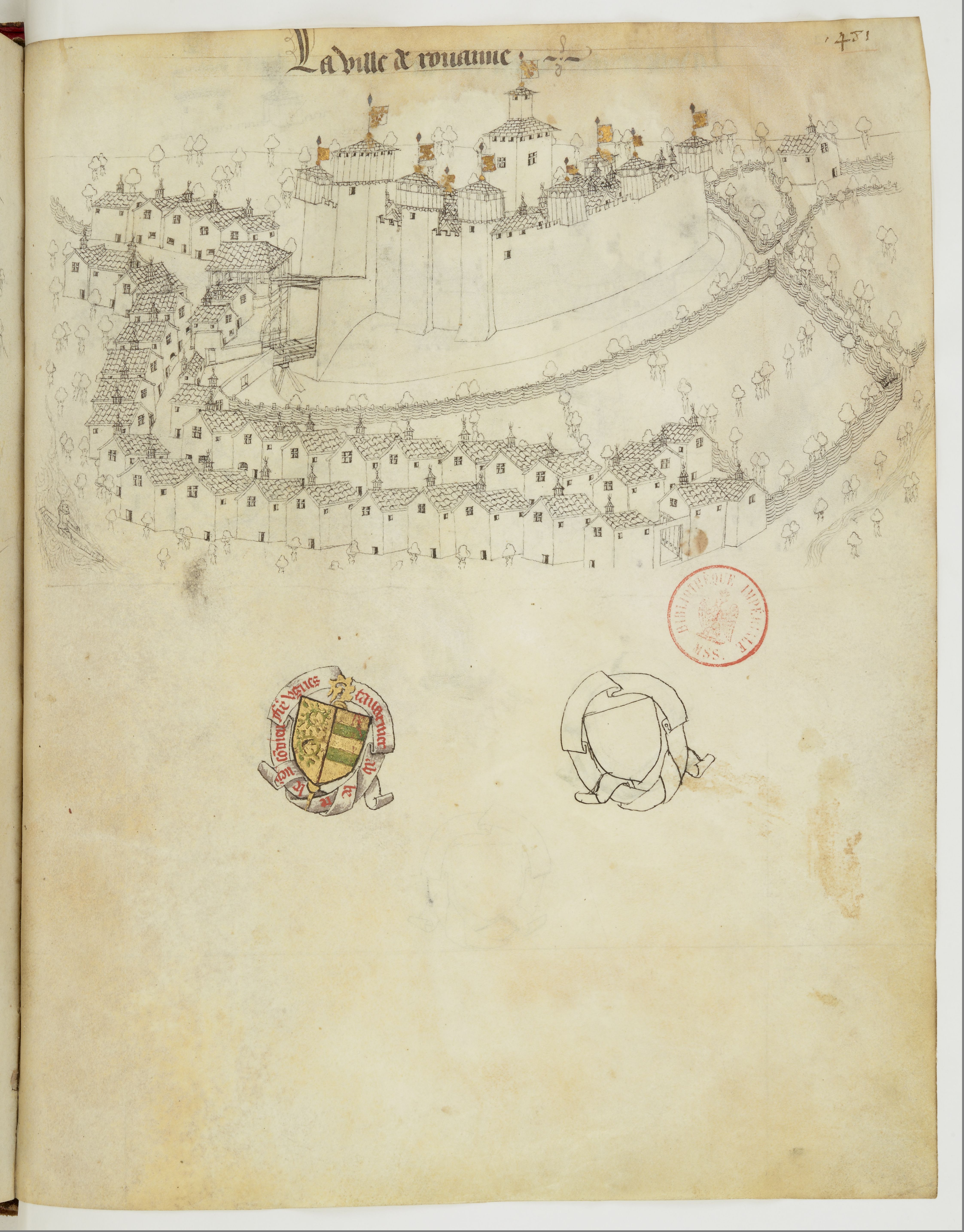
La ville fortifiée, Armorial d'Auvergne.

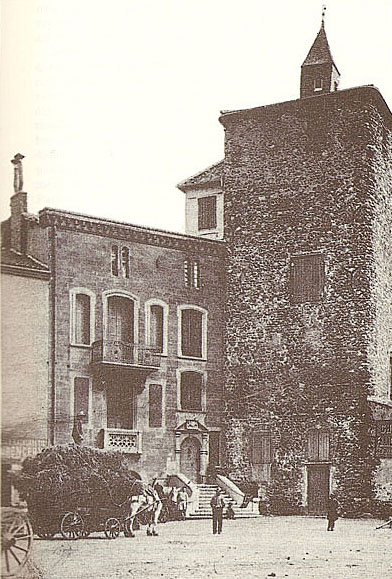
Le donjon du château de Roanne en 1920.

Siège d'une importante paroisse avec l'église Saint-Étienne et le baptistère Saint-Jean-Baptiste, on pensait jusqu'à récemment que Rodumna s'est dépeuplée au IVe siècle. Or des fouilles archéologiques récentes amènent à réévaluer l'importance de Roanne pendant l'Antiquité tardive et le Haut Moyen Âge.
Le château de Roanne, dont seul subsiste aujourd’hui le donjon, est édifié au XIIIe siècle par Bérard de Roanne, seigneur des châteaux de Roanne et du Crozet, des terres de Cordelle et de Vernay,. On peut poser l'hypothèse d'une coseigneurie au Moyen Âge central.
Les premières traces d’un établissement d’accueil et de soins à Roanne remontent à 1317. Une petite maison, dénommée « La Frarie », faisait alors office de lieu d’accueil pour les pauvres, pour les prêtres et religieux de passage et pour les malades.
Vers la fin du XIIe siècle, la famille des seigneurs tombe. Deux puissances féodales se partagent la succession :
- d'un côté les comtes de Forez qui administrent une partie de la ville par la justice et les impôts ;
- de l'autre côté, la famille de la Perrière qui fait construire vers 1343 près du château ce qui deviendra l'église Saint-Étienne (voir plus bas : > Culture et Patrimoine > Lieux et Monuments).

Durant la Renaissance, Roanne est une ville moderne avec près de 7 000 habitants.
C’est durant le règne d’Henri IV que se développe le bourg. Outre le quartier du château dénommé aujourd’hui « centre ancien », se construisent le Bourg Neuf et le Bourg Basset qui s’étend jusqu’à la Loire.

### XVIIeetXVIIIesiècles
Le 2 août 1614, des jésuites et le père Coton fondent un collège, aujourd'hui le lycée Jean-Puy, après y avoir été autorisé par des lettres patentes d'Henri IV datées de janvier 1607.
En 1630, Roanne n’est pas épargnée par une terrible épidémie de peste. À la suite de ce fléau, les mariniers construisent une chapelle dédiée à leur patron, Saint Nicolas, qui est encore de nos jours un lieu de réunion et de culte.
En 1519, 1612 et 1667, le Roannais est trois fois érigé en duché en faveur d'Artus Gouffier de Boisy, puis de Louis Gouffier, et enfin de François d'Aubusson de la Feuillade.
Les puissantes corporations ouvrières des mariniers et des charpentiers, tout en défendant leurs intérêts accompagnent le développement et la prospérité de la ville jusqu'à l'apparition de l'industrie au XVIIIe siècle.
Le port prospère, agrémenté de logis et hostelleries à l’intention des voyageurs et négociants.
Vers 1762, la région roannaise se spécialise dans la filature et le tissage du coton qui emploie les enfants pauvres de la maison de Charité.
On construit à Roanne le premier port sur la Loire pour transporter le charbon arrivant de la région de Saint-Étienne.
Des mariniers indépendants exploitent ce qu'on appelle des « cabanes » ou « coches de Loire » (sortes d'embarcations à voile) avec des voyageurs parfois célèbres comme Madame de Sévigné ou le duc de Richelieu. Ils peuvent rejoindre Paris par le canal de Briare. Arrivées à bon port ces embarcations sont souvent détruites et le bois vendu (le fleuve n'étant navigable que dans un sens).

#### Révolution française
Le 9 septembre 1792, une troupe de vétérans, de grenadiers et de gardes nationaux, venant de Lyon où ils ont massacré six officiers du 5e régiment de cavalerie et trois prêtres, ont l’intention de faire subir le même sort aux cent détenus de la prison de la ville. Le maire de Lyon, Louis Vitet, arrive avec trois bataillons de gardes nationaux lyonnais et réussit à empêcher cette répétition des massacres de septembre à Roanne.
Après la Révolution française, la ville s'organise et installe les diverses administrations dans les biens religieux confisqués, notamment le tribunal dans le couvent des ursulines.
Le principal commerce se fait par la Loire. On construit des bateaux grâce aux bois légers des monts environnants. On expédie les vins de la côte-roannaise, les toiles d'Amplepluis et de Thizy ou le coton filé.
Face à la demande croissante de l'industrie et du transport de charbon, la Loire devient insuffisante. Pour améliorer la capacité de transport, on décide la réalisation de grands travaux.
Jusque-là, la Loire s'écoule à Roanne, en deux bras :
- un lit principal à gauche, où se trouve la place de la Loire le long de la chapelle Saint Nicolas du Port ;
- un lit secondaire à droite assez marécageux sur l'actuel tracé. Au milieu de ces deux bras, une île, « L'Isle en Beaujolais » - côté de la rive rattachée à la province du Beaujolais - compte quelques maisons dont certaines furent détruites comme la chapelle Saint Nicolas de l'Isle (1880), et d'autres qui subsistent encore comme l'auberge Saint Nicolas.

Ainsi depuis 1634, les deux bras du fleuve étaient reliés par deux ponts de bois souvent détruits par les crues qui envahissent la ville.
Devant l'ampleur des travaux envisagés, après d'importantes tergiversations et autres retards dus à la crue de 1790, les plans de l'ingénieur Benoît Joseph de Varaigne, sont finalement acceptés. Le chantier débute en 1792.

### XIXeetXXesiècles

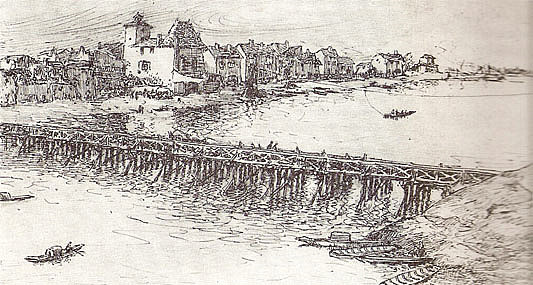
Roanne en 1814. Un pont de bois sur l'un des deux bras de la Loire bordant la chapelle Saint Nicolas du Port.

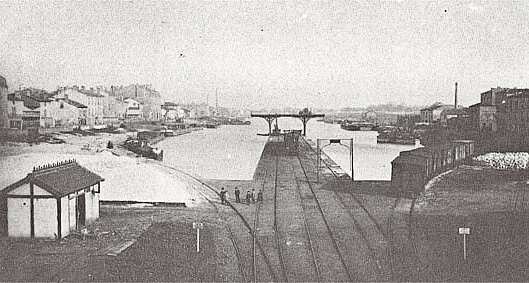
Le canal du bassin de Roanne en 1884 où transitaient par train de nombreuses marchandises et le charbon.

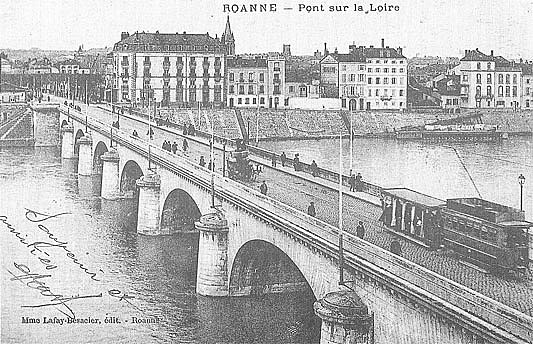
Le pont sur la Loire en 1909.

Une digue destinée à dévier le fleuve par le seul bras droit est mise en place. Le pont de pierre sur la Loire ou « pont du Coteau » est construit sur le bras droit et achevé en mai 1834.
Roanne ayant refusé l'entrée du chemin de fer dans la ville, c'est sa voisine du Coteau qui est desservie par le chemin de fer à partir du 15 mars 1833, avec la liaison d'Andrézieux-Bouthéon, troisième ligne de France.
Entre-temps, deux banquiers roannais, Devillaine et Merle s'associent à quatre confrères suisses au travers de la Société Franco-Suisse. Ils s'installent avec François Populle dans ce qui est aujourd'hui la sous-préfecture, d'où le nom de « carrefour helvétique » donné à l'intersection des actuelles rues Jean Jaurès et Anatole France. En face à cet endroit se trouvait aussi jadis le « café helvétique ». Les banquiers obtiennent en 1827, la concession du canal latéral Roanne-Digoin. Ce dernier est creusé sur le bras gauche de la Loire et achevé en 1837. En 1838, on aménage le port et les rives.
Le 17 septembre 1852, le président Louis-Napoléon Bonaparte fait une visite à Roanne : il est accompagné par le duc de Persigny, son ministre de l'Intérieur originaire du Roannais,.
Un viaduc sur la Loire construit en treize mois est inauguré en 1858.[réf. nécessaire]
Jusqu'en 1858, le port de Roanne est le deuxième port français où 250 000 bateaux (les « rambertes ») transitent en provenance de Saint-Rambert. Il transportent 12 millions de tonnes de charbon, acheminés vers Orléans, Paris et l'estuaire de la Loire.[réf. nécessaire]
Une nouvelle voie ferrée en direction de Paris par le nord et Saint-Germain-des-Fossés est achevée le 7 juin 1858. La gare construite par la compagnie du Paris-Orléans, est mise en service par le PLM à la même date.[réf. nécessaire]
En 1864, Roanne est la quatrième ville décorée de la Légion d'honneur par Napoléon III, dans le but de fidéliser les notables locaux. Cette distinction marque la reconnaissance de l’action du maire François Populle qui s’était opposé au pillage de Roanne par les Autrichiens après les désastres de 1815.
De 1865 à 1874, l’hôtel de ville est érigé par l’architecte Edouard Corroyer à l’emplacement de l’ancien couvent des capucins. Le théâtre à l'italienne élevé à proximité par Etienne Barberot est inauguré en 1885.
Au début de l'année 1882, Roanne connait une grève patronale importante qui radicalise ses ouvriers. Cela mène finalement à la création du Parti Ouvrier Français en octobre 1882.
Entre 1874 et 1918, on remblaie l'ancien lit principal et on aménage la place de la Loire avec les matériaux de démolition de la ville.
Le pont sur la Loire est pavé en 1889. Le tramway est installé en 1901. En 1909, les câbles électriques destinés à alimenter Roanne sont installés depuis l'usine de Pincourt du Coteau.
L'ingénieur Léonce-Abel Mazoyer est chargé de la modernisation du port de Roanne et de sa desserte ferroviaire de 1890 à 1905.
Au début du XXe siècle, le port compte 600 000 tonnes de matériaux transportés composés de charbon, vins, huiles, tissus, briques et tuiles. Son fret atteint son apogée en 1917.

#### Première Guerre mondiale
Pendant la guerre de 1914-1918, Roanne accueille des prisonniers de guerre allemands qui sont embauchés dans différentes manufactures de la ville. À la fin de cette guerre, la ville de Roanne a perdu 2,1 % de sa population par rapport au recensement de 1911 (soit 768 soldats décédés natifs de la ville).

#### Entre-deux-guerres
Le monument aux morts de Roanne conçu par l'architecte Ernest Cornu est inauguré le 1er novembre 1925,.
Après le tramway, et le « tacot » du faubourg Mulsant, les premières automobiles feront leur apparition vers 1934. Pour faire face à l'évolution de la circulation le pont a depuis été élargi.

#### Seconde Guerre mondiale
Lors de la bataille de France en mai-juin 1940, le préfet Langeron fait évacuer une partie des archives de la préfecture de police de Paris par péniches à vapeur. L'une d'elles se retrouve bloquée, lors des derniers jours de la retraite française devant l'avance allemande, à Roanne. Roanne est occupée par les troupes allemandes le 19 juin 1940, en fin de journée. Le maréchal Pétain vient trois fois en visite à Roanne, le 11 décembre 1940, le 1er mars 1941 et le 1er août 1941 où il accueille un convoi de prisonniers à la gare de Roanne,,,,,. Roanne est libérée le 21 août 1944 par le Comité clandestin de Libération de Roanne (CLR).

#### Après-guerre
Le 7 juin 1959, le général de Gaulle est en voyage à Roanne, il signe le livre d'or de la ville et prononce un discours devant l'hôtel de ville,,. Ses successeurs François Mitterrand et François Hollande sont venus à Roanne dans les années 1980 et 2010.
En 1983, un nouveau pont sur la Loire est construit sur la rocade (N7) et permet le contournement de la ville.

## Politique et administration

### Rattachements administratifs et électoraux
Rattachements administratifs
La commune est le chef-lieu de l'arrondissement de Roanne du département de la Loire.
Elle était de 1793 à 1973 le chef-lieu du canton de Roanne, année où celui-ci est scindé entre les cantons de Roanne-Nord et de Roanne-Sud. Dans le cadre du redécoupage cantonal de 2014 en France, cette circonscription administrative territoriale a disparu, et le canton n'est plus qu'une circonscription électorale.
Rattachements électoraux
Pour les élections départementales, la commune est divisée depuis 2014 entre les cantons de Roanne-1 et Roanne-2.
Pour l'élection des députés, elle fait partie de la cinquième circonscription de la Loire.

### Intercommunalité
De 1994 à 2012, Roanne était la principale commune et le siège de la communauté d'agglomération Grand Roanne Agglomération, un établissement public de coopération intercommunale (EPCI) à fiscalité propre qui comprenait également Commelle-Vernay, Le Coteau, Mably, Riorges et Villerest, et regroupait 68 190 habitants au recensement de 2009.
À la suite de la fusion du Grand Roanne Agglomération avec d'autres intercommunalités, la ville est depuis le 1er janvier 2013 la ville-centre de la nouvelle communauté d'agglomération Roannais Agglomération qui regroupe 40 communes et un peu plus de 100 000 habitants.
La communauté d'agglomération exerce les compétences qui lui ont été transférées par les communes membres, dans les conditions déterminées par le code général des collectivités territoriales.

### Tendances politiques et résultats
Au premier tour des élections municipales de 2020 dans la Loire, la liste DVD menée par le maire sortant Yves Nicolin remporte la majorité absolue des suffrages, avec 4 048 voix (59,04 %), devançant largement celles menées par Franck Beysson (DVG, 1 207 voix, 17,6 %), par Brigitte Dumoulin (DVG, 1 194 voix, 17,41 %) et par Andrea Iacovella (LREM, 407 voix, 5,93 %) lors d'un scrutin marqué par 65,50 % d'abstention

### Liste des maires
| Période           | Période                        | Identité         | Étiquette    | Qualité |
| ----------------- | ------------------------------ | ---------------- | ------------ | --- |
| 30 septembre 1944 | 25 juillet 1952                | Auguste Dourdein | SFIO         | Fondé de pouvoirs Conseiller général de Roanne (1945 → 1951)                                                                                                   |
| 24 août 1952      | 22 mars 1959                   | Jacques Gougenot | SFIO         | Agent SNCF |
| 22 mars 1959      | 19 mars 1977                   | Paul Pillet,     | UDSR puis CD | Administrateur de sociétés Député de la Loire (1958 → 1967) Sénateur de la Loire (1974 → 1983) Conseiller général de Roanne (1951 → 1970)                      |
| 20 mars 1977      | 18 mars 2001                   | Jean Auroux      | PS           | Professeur Ministre du travail (1981 → 1986) Député de la Loire (1978 → 1993) Conseiller général de Roanne-Sud (1976 → 1988)                                   |
| 19 mars 2001      | 16 mars 2008                   | Yves Nicolin     | UMP          | Avocat d'affaires Député de la Loire (5e circ.) (1993 → 2017)                                                                                                  |
| 21 mars 2008      | 5 avril 2014                   | Laure Déroche    | PS           | Cadre territoriale Consultante Vice-présidente de la CA Grand Roanne Agglomération (2008 → 2012) Vice-présidente de la CA Roannais Agglomération (2013 → 2014) |
| 5 avril 2014,     | En cours (au 12 novembre 2020) | Yves Nicolin     | UMP → LR     | Avocat d'affaires Député de la Loire (5e circ.) (1993 → 2017) Président de la CA Roannais Agglomération (2014 →) Réélu pour le mandat 2020-2026                |

### Institutions et services publics

#### Tribunaux

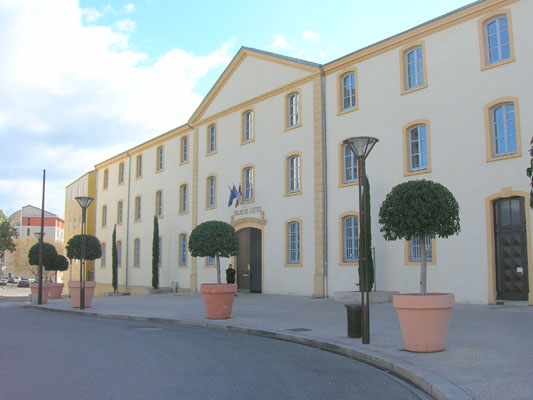
Le palais de justice de Roanne.

Avec le projet de réforme de la carte judiciaire en 2007 et la fermeture du tribunal de Montbrison, le tribunal de grande instance de Roanne voit sa position renforcée.
À Roanne se trouve :
- un tribunal d'instance,
- un conseil de prud'hommes,
- un tribunal des affaires de Sécurité sociale,
- un tribunal de commerce.

Le barreau de Roanne réunit en 2018 44 avocats, il est présidé par maître Pierre-Yves Lucchiari,.

#### Centre de détention

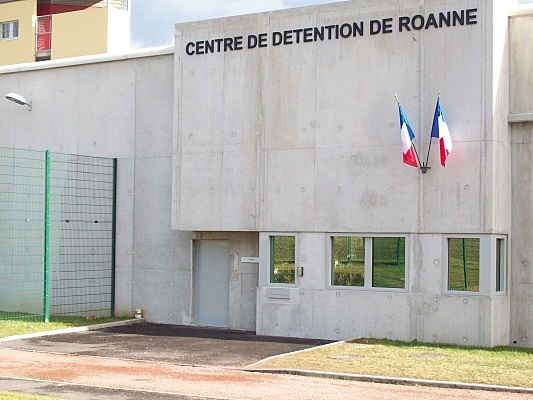
Le centre de détention de Roanne.

Un centre de détention dans le quartier de Mâtel accueille environ 600 détenus (dont 90 femmes) et emploie 250 personnes. Il a été inauguré le 19 janvier 2009 par Rachida Dati et François Fillon. Les 14 premiers détenus sont arrivés le 28 janvier 2009.
L'histoire de la ville est étroitement liée à celle de ses prisons : de Mandrin qui s'évada en 1754 de la prison du château à Claude Berri qui tourna des scènes du film Uranus en 1989, dans les cellules désaffectées de la rue Jean Macé,.

#### Police et sécurité
La gendarmerie de Roanne installée à la caserne Combe,. La compagnie compte 123 personnes réparties en cinq communautés de brigades, un peloton de surveillance et d'intervention et une brigade de recherches. L'escadron 19/5 de gendarmerie mobile est implanté à Roanne et appartient au groupement I/5 de gendarmerie mobile.
La police nationale de Roanne,.
La police municipale de Roanne compte 16 policiers municipaux armés.
Mably, commune limitrophe de Roanne, abrite la CRS 34 qui compte 150 fonctionnaires.
La ville de Roanne compte 115 caméras de surveillance[Quand ?][réf. nécessaire]

#### Vie militaire
Unités militaires ayant tenu garnison à Roanne :
- 1912-1918 : 98e régiment d'infanterie.
- 1914-1918 : 298e régiment d'infanterie, régiment de réserve du précédent.
- 1914-1918 : 104e régiment d'infanterie territoriale, régiment territorial des deux précédents.
- 1940-1942 : 9e bataillon du génie (Armée d'Armistice).
- 1946 : 1er régiment de tirailleurs marocains puis 8e régiment de hussards[85].

### Jumelages
| \| Roanne Reutlingen Nuneaton Guadalajara Montevarchi Piatra Neamț Legnica \| Localisation des communes jumelées en Europe. |
| Roanne Reutlingen Nuneaton Guadalajara Montevarchi Piatra Neamț Legnica                                                     |

- Nuneaton (Royaume-Uni) depuis 1956
- Reutlingen (Allemagne) depuis 1959
- Guadalajara (Espagne) depuis 1980
- Montevarchi (Italie) depuis 1988
- Piatra Neamț (Roumanie) depuis 1992
- Legnica (Pologne) depuis 2006

### Distinctions et labels
En 2011, la commune de Roanne a été récompensée par le label « Ville Internet @@@@ »,.
La commune est labellisée depuis 2014 « 3 fleurs » au concours des villes et villages fleuris,.

## Population et société

### Démographie

#### Évolution démographique
L'évolution du nombre d'habitants est connue à travers les recensements de la population effectués dans la commune depuis 1793. Pour les communes de plus de 10 000 habitants les recensements ont lieu chaque année à la suite d'une enquête par sondage auprès d'un échantillon d'adresses représentant 8 % de leurs logements, contrairement aux autres communes qui ont un recensement réel tous les cinq ans,.

En 2022, la commune comptait 35 364 habitants, en évolution de +1,96 % par rapport à 2016 (Loire : +1,32 %, France hors Mayotte : +2,11 %).
| 1793  | 1800  | 1806  | 1821  | 1831  | 1836  | 1841   | 1846   | 1851   |
| ----- | ----- | ----- | ----- | ----- | ----- | ------ | ------ | ------ |
| 8 500 | 6 992 | 7 270 | 8 370 | 9 260 | 9 910 | 11 330 | 12 959 | 13 397 |

| 1856   | 1861   | 1866   | 1872   | 1876   | 1881   | 1886   | 1891   | 1896   |
| ------ | ------ | ------ | ------ | ------ | ------ | ------ | ------ | ------ |
| 15 139 | 17 398 | 19 354 | 20 037 | 22 797 | 25 425 | 30 402 | 31 380 | 33 912 |

| 1901   | 1906   | 1911   | 1921   | 1926   | 1931   | 1936   | 1946   | 1954   |
| ------ | ------ | ------ | ------ | ------ | ------ | ------ | ------ | ------ |
| 34 901 | 35 516 | 36 697 | 37 752 | 38 469 | 40 502 | 41 460 | 44 518 | 46 501 |

| 1962   | 1968   | 1975   | 1982   | 1990   | 1999   | 2006   | 2011   | 2016   |
| ------ | ------ | ------ | ------ | ------ | ------ | ------ | ------ | ------ |
| 51 731 | 53 381 | 55 195 | 48 705 | 41 756 | 38 896 | 36 126 | 36 147 | 34 685 |

| 2021   | 2022   | - | - | - | - | - | - | - |
| ------ | ------ | - | - | - | - | - | - | - |
| 34 762 | 35 364 | - | - | - | - | - | - | - |

#### Pyramide des âges
En 2018, le taux de personnes d'un âge inférieur à 30 ans s'élève à 34,2 %, soit en dessous de la moyenne départementale (35,0 %). À l'inverse, le taux de personnes d'âge supérieur à 60 ans est de 32,3 % la même année, alors qu'il est de 28,4 % au niveau départemental.
En 2018, la commune comptait 15 782 hommes pour 18 222 femmes, soit un taux de 53,59 % de femmes, légèrement supérieur au taux départemental (51,65 %).
Les pyramides des âges de la commune et du département s'établissent comme suit.
| Hommes | Classe d’âge | Femmes |
| ------ | ------------ | ------ |
| 1,0    | 90 ou +      | 3,1    |
| 8,8    | 75-89 ans    | 15,3   |
| 16,6   | 60-74 ans    | 19,1   |
| 18,0   | 45-59 ans    | 17,1   |
| 17,5   | 30-44 ans    | 14,4   |
| 21,8   | 15-29 ans    | 17,8   |
| 16,3   | 0-14 ans     | 13,3   |

| Hommes | Classe d’âge | Femmes |
| ------ | ------------ | ------ |
| 0,8    | 90 ou +      | 2,3    |
| 8      | 75-89 ans    | 11     |
| 17,1   | 60-74 ans    | 18,2   |
| 19,5   | 45-59 ans    | 18,7   |
| 17,5   | 30-44 ans    | 17     |
| 17,9   | 15-29 ans    | 16     |
| 19     | 0-14 ans     | 16,8   |

#### Enseignement primaire et secondaire

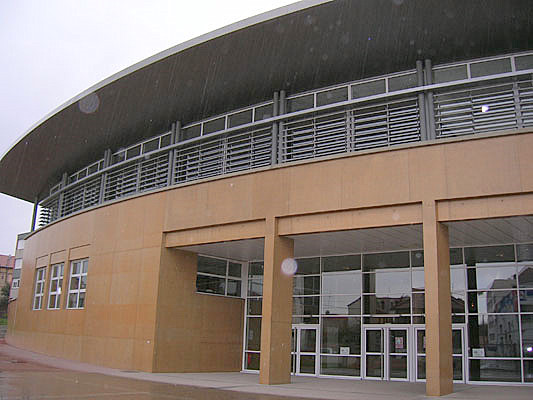
Le lycée Carnot.

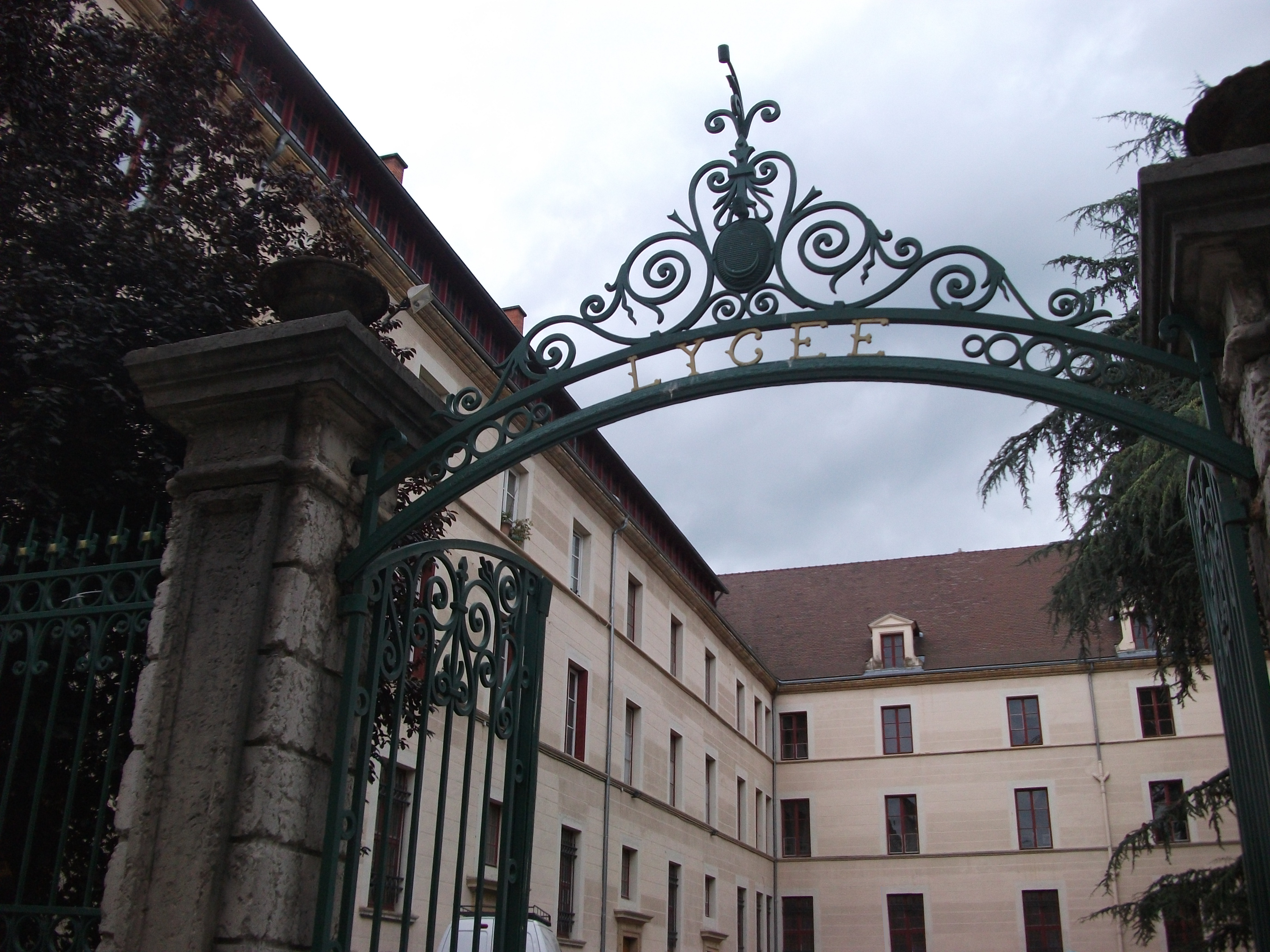
Le lycée Jean Puy.

### Enseignement

#### Enseignement supérieur
- Centre universitaire de Roanne

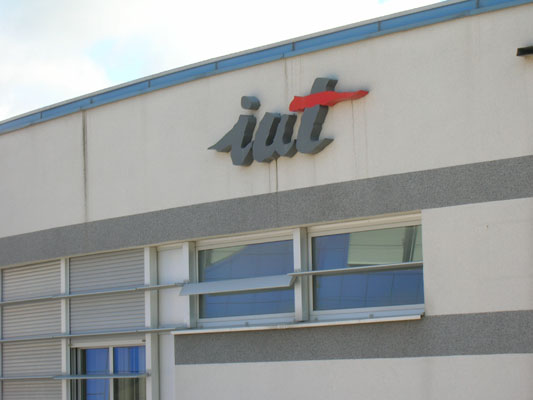
Institut universitaire de technologie de Roanne.

- Institut universitaire de technologie de Roanne
- Institut de formation en soins infirmiers
- Université Jean-Monnet-Saint-Étienne
- École polytechnique universitaire de l'université Lyon-I
- Institut textile et chimique de Lyon
- Institut de formation en soins infirmiers, IFSI

#### Formation professionnelle
- AFPA de Roanne : installé en 1976, emploie 20 formateurs et 20 agents de service qui accueillent jusqu'à 150 stagiaires dans des domaines divers comme le tertiaire, l'industriel et le bâtiment (chiffres 2015). Dans le cadre d'un projet de restructuration nationale, le centre de Roanne a fermé le 20 mai 2020[94],[95].
- GRETA du Roannais : présent aux lycées Carnot à Roanne et Étienne Legrand au Coteau.
- CeRFoP (Centre Roannais pour la Formation Permanente) : créé en 1982 : sur le campus de Roanne au Centre Pierre Mendès France. Le 19 novembre 2018, à la suite d'une liquidation judiciaire, le centre ferme ses portes[94],[95].
- ELLIPS (Espace Local de Lutte contre l'Illettrisme et de Promotion Professionnelle et Sociale).
- IFRA (Institut de Formation Rhône Alpes).

#### Formation par l'apprentissage
Plusieurs établissements privés ou publics proposent des formations par l'apprentissage du CAP à un diplôme de l'enseignement supérieur.
- CFA du BTP : environ 200 apprentis formés dans les métiers de la maçonnerie, l'électricité, le carrelage, la plâtrerie, peinture et les installations thermiques.
- Campus des métiers à Mably qui regroupe deux sites :
  - CFA du Roannais : créé en 1974, gestion par l'Association Roannaise Pour l'Apprentissage (ARPA). 800 apprentis formés du CAP au BTS (métiers de l'alimentation, restauration, automobile, coiffure, vente), nombreux apprentis sélectionnés aux Olympiades des métiers. Un projet de construction d'un nouveau pôle boulangerie-pâtisserie-chocolaterie est en cours.
  - CFAI : avec 80 apprentis du CAP au BTS (chaudronnerie, productique usinage).

### Culture

#### Médiathèque

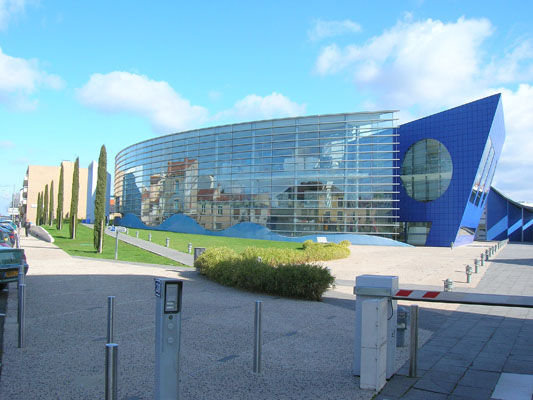
La médiathèque de Roanne.

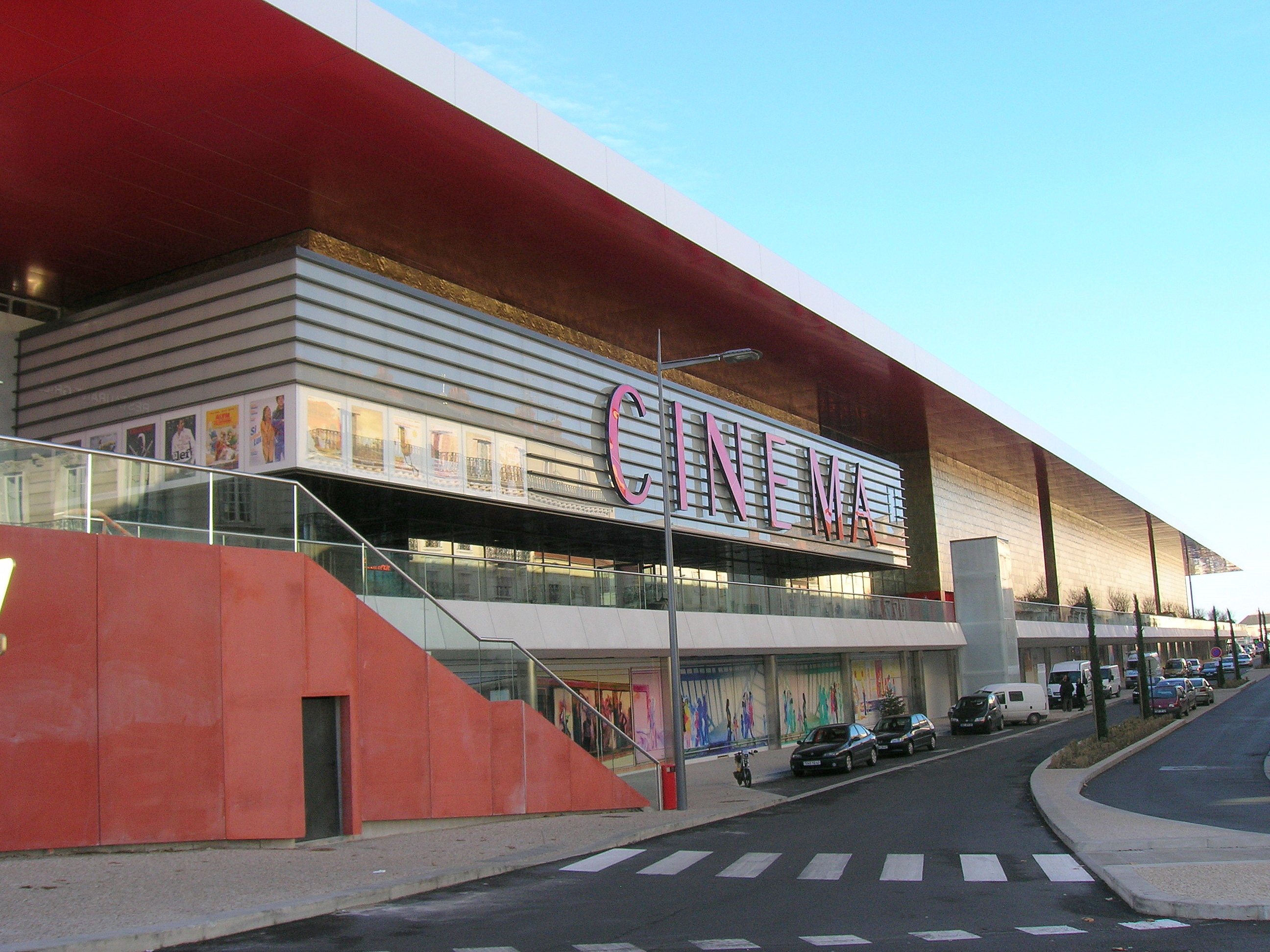
Multiplexe cinéma Le Grand Palais à Roanne.

Elle ouvre ses portes en 1997. Imaginée par l'architecte Jean-Louis Godivier, elle offre un lieu pour la lecture, la découverte et l'échange. Elle met à la disposition du public plus de 120 000 documents imprimés, sonores audiovisuels et multimédia à emprunter et à consulter ainsi que des accès internet. Elle s'appuie sur des collections encyclopédiques et pluralistes et favorise l'accès aux différentes formes d'expressions culturelles.

#### Cinémas
L'histoire du cinéma à Roanne remonte à 1908, avec l'ouverture de la première salle, l'Eden, place de l'hôtel de ville. D'autres cinémas verront le jour comme le Z, aujourd'hui remplacé par la discothèque Le Thé Dansant, L'Empire, rue Charles de Gaulle, disparu, le Médian (anciennement le Majestic, rue Anatole France) fermé en 2007, et le Marivaux devenu L'Espace Renoir.
Construit en 2007, Le Grand Palais dans le quartier rénové de la gare propose 9 grandes salles (1 900 fauteuils),. Conçu sur le modèle des multiplexes (écrans géants, séances nombreuses toute la journée, haute qualité d'image et de son), toutes ses salles sont accessibles aux personnes handicapées. Il remplace les cinémas le Médian et Le Palais des Fêtes. Ce dernier, en plus d'un cinéma, fut un dancing très fréquenté et un haut lieu du music-hall dans les années 1960-1970 (Maurice Chevalier, Édith Piaf, Charles Aznavour, Johnny Hallyday, Sylvie Vartan, etc. s'y sont produits), avant de devenir uniquement un cinéma en 1976.
L'Espace Renoir est classé Art et Essai. Un collectif d'associations réunies sous le nom de Ciné rivage, (722 adhérents en 2016), dont certains responsables sont issus de Ciné action faisant suite au Ciné club de Roanne acquiert progressivement la salle ex-cinéma Marivaux. L'Espace Renoir ouvre le 15 février 1989 avec la venue de Paul Grimault et la projection de son film La Table tournante. Le 22 septembre 1998, les locaux sont définitivement achetés, ce qui permet d'ouvrir une salle de 446 places ; elle est inaugurée avec la venue du roannais Pierre Chevalier (directeur de l’unité Fictions de La Sept-Arte) et par la projection du film La Vie rêvée des anges. Le cinéma sera rénové durant l'été 2002, et inauguré par le cinéaste roannais Pierre Étaix, dont la grande salle porte aujourd'hui le nom. En 2016, le cinéma a enregistré plus de 60 000 entrées.

#### Théâtre
La ville dispose d'un théâtre à l'italienne.

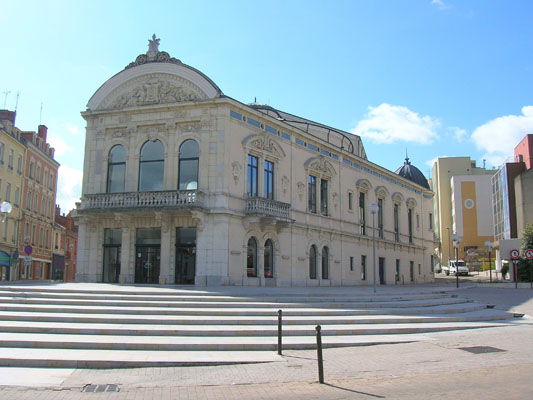
Le théâtre de Roanne.

Sur décision du maire Alexandre Raffin, il fut construit en 1884 par l'architecte Barberot et inauguré en 1885 par une représentation du Barbier de Séville.
Le théâtre fait l'objet d'une lourde rénovation de 1987 à 1989. Restauré et modernisé, il offre aux spectateurs un cadre élégant et aux artistes un outil adapté aux nécessités d'aujourd'hui. D'une capacité de près de 560 places, il offre un nouveau programme culturel chaque saison.
Directeurs du théâtre municipal depuis 1981,, :
- 1981 -1996 : Thierry Boré
- 1996 - 2006 : Eric Sadin
- 2006-2008 : Bernard Saliba
- 2008 - 2012 : Anne-Marie Barret
- 2012 - 2014 : Abdelwaheb Sefsaf
- 2014 - 2017 : Anne-Marie Barret
- 2017 - 2021 : Agnès Houart
- Depuis 2021 : Catherine Zappa

#### Le Scarabée

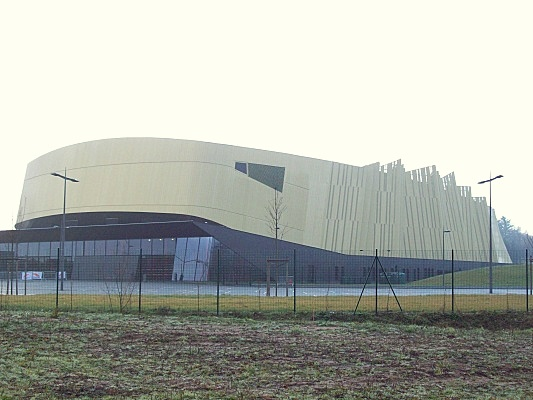
Le Scarabée.

Le Scarabée est un bâtiment conçu en 2008 par l'architecte Alain Sarfati. Il accueille dans la commune voisine de Riorges, un grand nombre de manifestations : salons, spectacles, concerts, conventions d'entreprises, séminaires, congrès, assemblées générales.
Quelques chiffres à propos de la salle du Scarabée : 6 600 m2 - 5 500 places - 23 millions d'euros d'investissements de la part de Grand Roanne Agglomération. La gestion et l'organisation ont été confiées à l'entreprise internationale GL Events dirigée localement par Laurence Bussière.
Le Scarabée est inauguré le 8 décembre 2008 par un concert de Charles Aznavour.
Toutes animations confondues, il a attiré plus d'un million de visiteurs depuis 2008.

### Santé

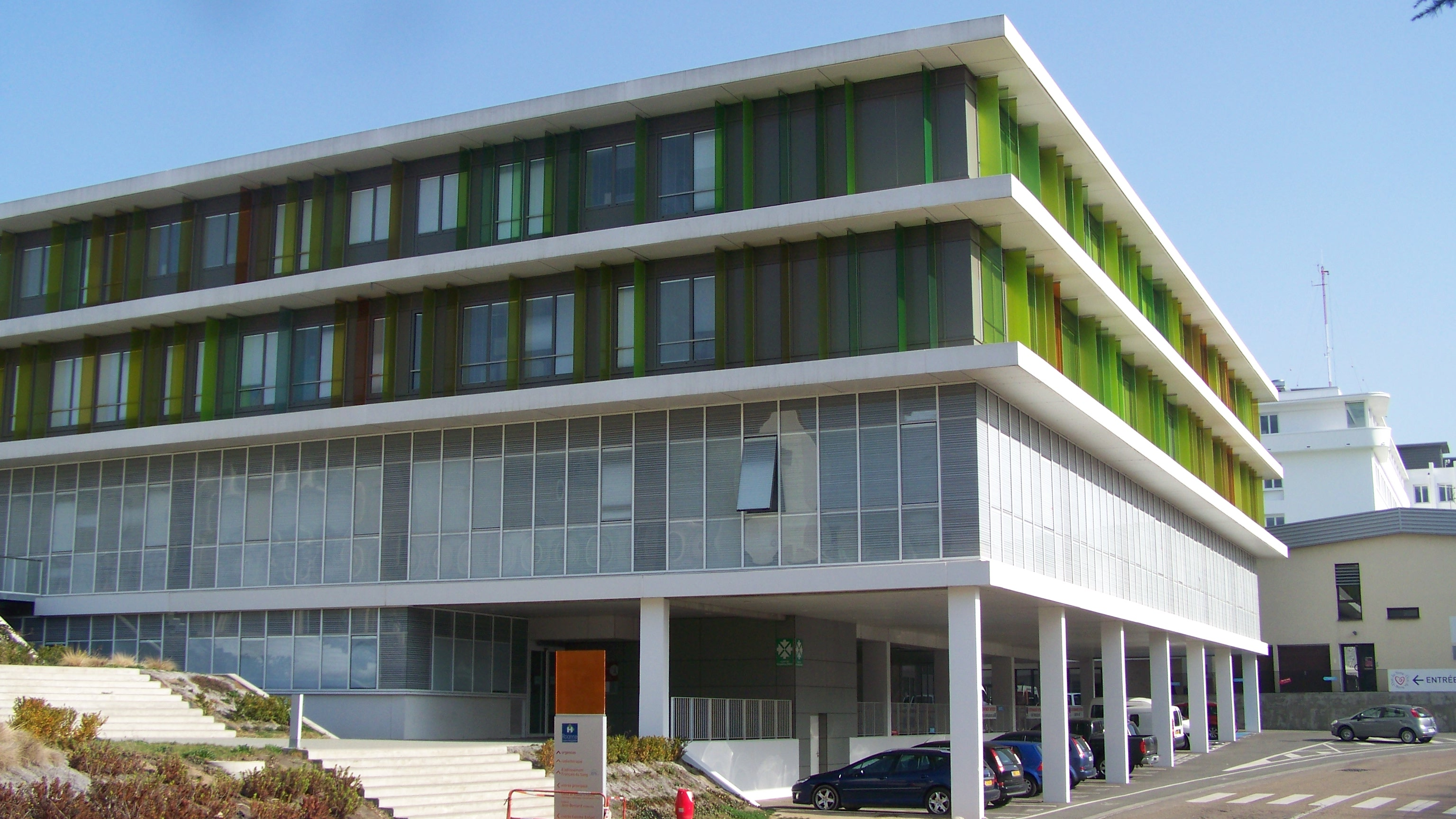
Le centre hospitalier de Roanne.

- Clinique du Renaison[106] (285 salariés) : appartenant à la compagnie stéphanoise de santé (C2S), clinique de chirurgie générale spécialisée dans la chirurgie osseuse. Son service d'urgence accueille chaque année 14 000 patients, un des plus importants de la région Auvergne-Rhône-Alpes. 14 000 personnes utilisent annuellement ses services de chirurgie. Le bloc opératoire compte douze salles d'opérations et deux salles d'endoscopie. La clinique est équipée d'un IRM et dispose de 140 lits.
- SAMU.
- Héliport : situé sur le site du centre hospitalier, assure à tout instant en cas d'urgence des transferts rapides sur les hôpitaux spécialisés de Lyon, Clermont-Ferrand ou Saint-Étienne.
- Sapeurs-pompiers de Roanne[107] (60 professionnels et 70 volontaires) : installés en bord de Loire à l'emplacement des anciens abattoirs. Sous la direction du lieutenant-colonel Daniel Gregnac, ils ont assuré en 2016 près de 6 000 interventions.
- Institut de formation en soins infirmiers de Roanne : préparant au diplôme national d'infirmier.
- Centre hospitalier de Roanne[108],[109] : dirigé depuis mai 2018 par Michaël Galy, directeur général du CHU de Saint-Étienne et directeur de l'hôpital de Roanne par intérim pendant six mois[110]. C'est l'hôpital de référence du territoire de santé ouest de la région Auvergne-Rhône-Alpes. Il emploie, en 2017, plus de 2 300 personnes, dont un peu plus de 200 médecins. Il regroupe toutes les spécialités cliniques (médecine, cancérologie, chirurgie, gynécologie obstétrique, pédiatrie, psychiatrie, soins de suite et de réadaptation, long séjour, etc.) ; sa capacité est de 1 036 lits et places. Il dispose d'une maternité de niveau 2, où naissent chaque année environ 2 000 bébés. L’hôpital a, dès 2002, bénéficié du plan national d’investissement immobilier Hôpital 2007, avec pour conséquence une profonde transformation architecturale. Les nouveaux bâtiments de la première phase des travaux ont été livrés en juin 2009. Le bâtiment Odile et Raoul Chattot accueille la réanimation, l'unité de soins intensifs de cardiologie, les hospitalisations de chirurgie ainsi que le plateau technique avec des équipements de pointe. Le pôle femme-enfant, implanté dans le bâtiment Jeanne de la Mûre, accueille la pédiatrie, la néonatologie, l'obstétrique, la gynécologie et les unités d'hospitalisation de la femme et de l'enfant.
- En 2009, l'agglomération compte 13 maisons de retraite avec 1 138 lits (dont 901 médicalisés) pour une population de 8 212 personnes de plus de 75 ans. Le déficit est estimé à 212 lits.

Selon le magazine L'Express, qui publie en janvier 2009 le classement des hôpitaux les plus sûrs de France, sur 223 classés de plus de 300 lits, le centre hospitalier de Roanne figure à la 173e place. Toujours selon cette enquête, sur 324 cliniques classées de plus de 100 lits, la clinique du Renaison se situe à la 261e place.

### Sports
La ville compte près de 15 000 licenciés, pour 165 clubs et 52 disciplines.
Depuis 2021, la commune est labélisée Terre de Jeux 2024, le label des territoires de Paris 2024.

#### Basket-ball
La Chorale de Roanne

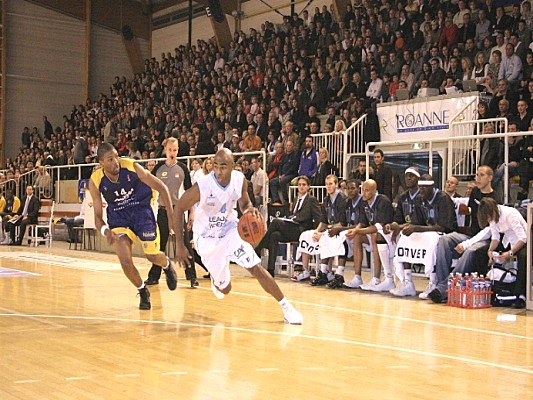
L'équipe de basket de la Chorale de Roanne.

- Créée en 1937, sous l'impulsion de l'industriel Henri Rhodamel et du sous-préfet Élie Vieux[112], l'équipe Pro A de basket de Roanne La Chorale, est sacrée championne de France en 2007, a gagné la Semaine des As la même année et a participé en 2007-2008 à l'Euroleague[113].
- Elle est entraînée par Jean-Denys Choulet de 2000 à 2011, puis par Luka Pavićevic de 2011 à 2014, par Frédéric Brouillaud de 2014 à 2015, par Raphaël Gaume de 2015 à 2016, et par Laurent Pluvy depuis 2016.
- En 2008, l'équipe termine 4e de la Pro A et finaliste des play-offs.
- En 2008-2009, La Chorale dispute le premier tour de la coupe européenne ULEB.
- En 2009, le club termine demi-finaliste de la Semaine des As et se porte candidat à l'organisation de la Semaine des As de basket-ball pour 2012.
- Été 2011, la Halle André-Vacheresse, lieu de match du club de La Chorale après 2 ans de travaux, propose désormais 5 000 places (3 000 auparavant).
- En 2014, la Chorale de Roanne est reléguée en Pro B en finissant à l'avant-dernière place du classement sans remporter le moindre match à l’extérieur.
- En 2017, la Chorale de Roanne remporte la Leaders Cup de Pro B contre Boulogne-sur-Mer (88-80), ce qui lui assure une qualification directe pour les play-offs d'accession à la Pro A.

Roannais basket féminin
Le club a été créé en 2015 et joue actuellement en NF1[Quand ?]. En 2016, il remporte le championnat de France de basket-ball de Nationale féminine 1 et le Trophée Coupe de France de la Coupe de France féminine de basket-ball face à l'Olympique Sannois Saint-Gratien sur un score de 69 à 67.

#### Football
Roannais Foot 42 (RF42, depuis 2016, anciennement Loire Nord Football Club) est né en 2007 de la fusion du CSADN Roanne Mably et de Roanne Foot créés en 1945. Il compte en 2010 une équipe séniors en Division Honneur Régionale[Quand ?] (DHR), une équipe séniors en Excellence Loire[Quand ?] et une équipe en 1re série du district (1re série Roanne)[Quand ?]. Le club dispose d'une école de foot (U7/U9/U11) labellisé FFF et de plusieurs équipes dans chaque catégories des U13 jusqu'en séniors et ainsi que d'une équipe critérium.

#### Cyclisme
Le cyclisme à Roanne est représenté par le Vélo Club Roannais (VRC) et le Club Routier des 4 Chemins de Roanne (CR4C) créé en mars 1925 au carrefour des 4 rues (Saint Romain, Mulsant, Lafarge - actuelle rue Saint Alban - et la rue des Elopées - actuelle rue Joanny Augé). Le CR4C est champion de France de DN1 en 2008. C'est ce dernier qui est encore à l'origine de la course textile du quartier Mulsant, une animation très populaire.
Anciennement, les roannais amateurs de courses cyclistes se retrouvaient au vélodrome des Cerisiers au faubourg Clermont pour des courses sur piste.
- Le Tour de France 2008 : après Paris-Nice ou le Critérium du Dauphiné libéré depuis plusieurs années, Roanne a accueilli pour la première fois une étape (la 19e) du Tour de France 2008, le 25 juillet 2008 pour le départ de Roanne-Montluçon.

Historiquement, la première épreuve du Tour de France 1903 passe une première fois à Roanne le 1er juillet 1903 lors de la 1re étape Paris (Montgeron) - Lyon (467 km). Le premier roannais à s'illustrer dans la grande boucle est Joseph Normand en 1921 (23e au classement général sur 38 coureurs).
- Le Tour du Pays Roannais : organisé par le club du CR4C. La 20e édition en juillet 2008 voit la victoire au terme des 4 étapes de Benoit Luminet du CR4C Roanne.

#### Rugby
Rugby à XIII
L'équipe de rugby à XIII : le Racing Club de Roanne XIII est créée le 30 juin 1934. Le club est l'un des dix fondateurs de la discipline aux côtés de l'ex-quinziste international Jean Galia. La nouvelle équipe participe au premier championnat de France en 1934 en se classant 2e. Le club remporte ses premiers titres nationaux en 1938 et 1939 contre Villeneuve-sur-Lot. Au total il a été cinq fois champion de France (1939, 1947, 1948, 1960 et 1986), deux fois vainqueur de la Coupe (1938 et 1962) et trois fois finaliste (1962, 1971 et 1984). L'équipe doit beaucoup à l'industriel textile, Claudius Devernois, son président durant près de 30 ans. En 2008, faute de finances suffisantes, l'équipe alors présidée par Bernard Vizier évoluait en « Région » dans une poule comptant quatre équipes.
Rugby à XV
L'équipe de rugby à XV s’est créée vers 1899 au lycée de garçons (qui deviendra plus tard le lycée Jean-Puy). Mais c’est en 1902 qu’un club de rugby voit le jour dans cette ville : le Stade Roannais.
Palmarès :
- 1928 : Champion de France Promotion d’Honneur contre Carmaux victoire 6 à 3.
- 1951 : Montée en 1re Division.
- 1953 : Quart de finale du Championnat de France perdu contre Mont de Marsan.
- 1964 : Quart de finale de finale Championnat de France Juniors B perdu contre Dax.
- 1976 : Montée en 1re Division groupe B.
- 2006 : Labellisation de l’École de Rugby par la FFR.
- 2007 : Champion du lyonnais contre Pont-de-Vaux victoire 22 à 13 retour en Fédérale 3.

L'ASR XV propose une école de rugby.

#### Canoë-kayak
Le club Mâtel-Sport-Canoë-Kayak est implanté dans la base nautique René Captier en contrebas de la levée de la Loire, près des jardins ouvriers du faubourg Clermont. Il a été créé en 1948 par le comité d'entreprise de l'usine de textiles artificiels de Mâtel (disparue aujourd'hui). La section canöé-kayak de Roanne est l'une des plus importants clubs de course en ligne de la région Rhône-Alpes. Le club se déplace sur toutes les compétitions inter-régionales et nationales organisées par la Fédération française de canoë-kayak. Mâtel-Sport-CK pratique occasionnellement la descente de rivière et consacre l'essentiel de ses activités à la randonnée d'initiation sur la Loire et surtout à la « course en ligne ». Cette discipline se pratique en vitesse sur 200, 500 ou 1 000 mètres, en fond sur 5 kilomètres (quatre distances communes à toutes les catégories sauf minimes et plus jeunes) et en marathon sur 35 km (pour les séniors). Le club accueille les mercredis et samedis après-midi à 14h.
René Captier, qui donne son nom à la base du club, en était un des fondateurs. Il a disparu dans un accident de la route en 1973.

#### Twirling bâton
L'équipe sénior du Twirling Club Roannais, alors composé de Marion Tirinanzi, Aminata Seye, Adeline Delorme, Noémie Royet, Mélany Artaud, Flavia Biscaia, Margo Daubard, a remporté la coupe du monde 2017 à Poreč en Croatie.

#### Aviron
Le club Aviron Roanne Le Coteau (ARC ou encore LVEEN), avec plus de 150 adhérents, est le plus important des 4 associations de rameurs de la Loire. Le club a fêté son centenaire à l'automne 2009.

#### Hockey sur glace
Le Club des hockeyeurs roannais a été fondé en 1977.

#### Golf
Le Golf du Roannais, présidé par Henri Drajnudel, est situé à Champlong, dans la commune limitrophe de Villerest.
Aux abords du parcours, se situe le restaurant du château de Champlong dans une somptueuse demeure du XVIe siècle. La bâtisse a appartenu à César Auguste Michelin en 1854, avant d'être cédée en 1891 à la famille de l'industriel papetier Jules Rabourdin, puis rachetée en 1993 par le chef-restaurateur Olivier Boizet.

#### Tennis de table
Le club Loire Nord Tennis de Table (LNTT).  Il est le résultat d'une fusion en 2002 entre Le Coteau Tennis de Table et L'AS Roanne TT. Parti de Régionale 1 en 2002, le club a accédé pour la première fois de son histoire au terme de la saison 2012-2013 à la Pro B soit le meilleur niveau masculin en Rhône Alpes. Le club labellisé 4 étoiles par la FFTT, avec plus de 150 adhérents et 10 équipes seniors, est le club numéro 1 de la Loire.
En 2009, le club s'est qualifié pour les 8e de finale de la Coupe d'Europe.

#### Badminton
Le Club de Badminton de Roanne (CBR)  est affilié à la FFBAD;la Ligue Auvergne-Rhône-Alpes(Aura), également
membre du Comité de la Loire de Badminton.
Plusieurs tournois officiels divers sont organisés tout au long de l'année sportive (sept à sept) un grand tournoi de simple, également le double Tour Roannais, ainsi que plusieurs équipes d'inter-clubs qui obtiennent de bons résultats;de même en individuels toutes catégories ceci au cours des saisons sportives.
Le CBR a sa salle de sport attitrée tout au long de l'année, les divers aménagements importants du gymnase Fontalon par la municipalité de Roanne, (7 terrains) permet d'avoir une grande liberté de fonctionnement au travers de multiples entraînements destinés aux publics les plus divers.
Grâce à cet outil dédié le CBR bénéficie d'une grande liberté de fonctionnement.
Le Club fonctionne avec un salarié  ce qui permet un bon suivi des joueurs et compétiteurs en particulier pour les inters-clubs.
Le Club de Badminton de Roanne est une Association dynamique, qui lors de la saison 2018-2019 comportait environ 200 Adhérents, à noter que les féminines sont très largement représentées.
Les conséquences du covid19, font que la saison 2020–2021 est fortement perturbée par le non accès au gymnase, le Club espère retrouver son activité normale, dès que possible.

#### Athlétisme
Le Club Athlétique du Roannais (CAR) est présidé par René Gergelé. Il accueille les débutants comme les confirmés. Il possède une école d'athlétisme forte de plus d'une centaine d'enfants âgés de six à dix ans, pour un total de 487 licenciés. Il fait partie du Comité d'Athlétisme de la Loire, de la Ligue d’Athlétisme Auvergne Rhône-Alpes et de la FFA. Il possède un coach athlé-santé qui entraîne et enseigne la marche nordique et la remise en forme pour toutes les personnes qui ne font plus ou peu de sport, de manière progressive et non compétitive. Le CAR s'impose comme le meilleur club de jeunes du département et, régulièrement, des équipes de jeunes s'illustrent au niveau national. Plusieurs internationaux sont sortis des rangs du club roannais comme Adeline Roche, Paméla Baert et plus dernièrement les juniors Gaëtan Manceaux et Aïssa Boucheliga. En 2012, le club accède à la Nationale 2 et devient en 2014 l'un des 12 clubs français à obtenir la plus haute distinction de sa Fédération : le label 6 étoiles. Le club s'entraîne sur le stade Henri Malleval de Roanne et au COSEC de Mably et organise au mois de mars une grande épreuve populaire en centre-ville : Tout Roanne Court.

#### Tennis
Un tournoi ATP challenger est organisé au Scarabée au mois de novembre 2021, l'Open International de Tennis de Roanne. En 2017, Roanne a accueilli un match de tennis féminin de l'équipe de France de Fedcup face à l'Espagne dans la halle André-Vacheresse.

#### Infrastructures
La halle André-Vacheresse abrite les rencontres de basket Pro A. Sa capacité est de 5 020 places.
Roanne possède 5 stades (dont le plus important : le stade Henri Malleval), 8 gymnases, 1 skatepark, 3 terrains multisports, une patinoire, un circuit automobile de karting, un pétanquodrome couvert, un bowling privé, un centre nautique moderne : le Nauticum, découvrable l'été.

### Manifestations culturelles et festivités
Le Tour du Pays Roannais a lieu chaque année en juillet.
La marche Roanne-Thiers a lieu chaque année le premier samedi de décembre, depuis 1925, avec 4 parcours proposés : Thiers-Roanne (57 km), Thiers-Moulins Cherier (40 km), Thiers-Saint-Just-en-Chevalet (32 km) et Moulins Cherier-Roanne (16 km).

### Cultes
Catholique
- Église Notre-Dame-des-Victoires (ou église des Minimes), rue des Minimes ;
- Église Sainte-Anne, place Berthelot ;
- Église Saint-Étienne ;
- Église Saint-Louis ;
- Église Notre-Dame de Lourdes, rue Jules Massenet.
- Église Saint-Antoine, rue du Président Wilson de Mâtel.
- Chapelle Notre-Dame du Rosaire, rue Marx Dormoy (1993).
- Chapelle de l'ancien hôpital, rue de Charlieu.
- Chapelle du lycée Sainte-Anne, rue Saint-Alban.
- Chapelle Notre-Dame, avenue de Lyon.
- Chapelle Saint-Jean-Marie-Vianney maison des Petites Sœurs des Pauvres, avenue de Lyon.
- Chapelle Saint-Roch, rue Lemmonier de Livatte.

Protestant
- Temple réformé, rue Émile Noirot.

Islam
- Mosquée, impasse Champromis.
- Mosquée, rue Pierre Dépierre.

Judaïsme
- Synagogue, rue Beaulieu.

Témoins de Jéhovah
- Salle du royaume, rue Auguste Dourdein.

Évangélique
- Église protestante évangélique, rue de Beaulieu
- Église évangélique, rue Danton.
- Église adventiste, avenue de Paris.

Antoinisme
Un temple du culte antoiniste est aussi présent sur le territoire de la commune. De style art roman, dédicacé en octobre 1961, il est situé 3 rue de la Convention, et inclus dans l'inventaire général du patrimoine culturel.

### Médias

#### Télévision
- France 3 Rhône-Alpes disponible sur internet et la TNT.

Roanne dispose de 2 sites de diffusion pour la TNT : Roanne 1 à Saint-Alban-les-Eaux et Roanne 2 à Perreux. Ces émetteurs diffusent donc France 3 Rhône-Alpes mais aussi France 3 Alpes.

#### Presse écrite
- La Tribune Le Progrès (édition du Roannais), quotidien propriété du 1er groupe français de presse régionale EBRA, contrôlé majoritairement dès juin 2008 par le Crédit Mutuel aux côtés de la famille Lignac.
- L'Essor, hebdomadaire local d'informations locales et régionales.
- Le Pays Roannais, hebdomadaire d'information. Véritable institution locale, il paraît chaque jeudi dans la région de Roanne. Le journal tire chaque semaine à près de 40 000 exemplaires (Source OJD). Créé par Pierre Bouligaud en 1945, il a été cédé par la famille propriétaire au Groupe Centre-France. Il édite également un journal d'annonces gratuites Le Pays Mag.
- Roanne Eco, magazine institutionnel économique trimestriel.

#### Radios FM
La bande FM est libéralisée par la loi Fillioud (29 juillet 1982). Des pionniers de cette époque tels Yvon Chadier, René Fessy, Maurice Sugier, Maguy Brunet, Norbert Prosperi, Tony Haschem créent ou animent Radio Roanne (91.9 FM) au 36, rue Claude-Bochard au faubourg Clermont, puis rue Mulsant avant de s'éteindre dans leurs derniers studios du Parc des Sports. La station verra les débuts du journaliste Philippe Vecchi. D'autres radios apparaissent et disparaissent comme Studio Loisirs et son animateur vedette Pancho. À ce moment, le milieu va localement se professionnaliser grâce à l'homme d'affaires Jacques Garcin et deux étudiants Bernard Barbier et Dominique Thevenet : ce sera la création de Radio 3D dans de nouveaux studios d'abord à Lentigny puis à Roanne avec de jeunes animateurs et journalistes tels Ludovic Daim, Maryline Bayle-Tête (Virgin Radio), Dominique Perrin dit DomDom, Valérie Pontille (Virgin Radio), Jacques Pons (France Bleu Pays Basque), Stéphane Gazarian (Agence France-Presse), Paul Brideau, Daniel Potot dit Chébran ou encore Jacques Perciot. La station laissera la place aux réseaux nationaux et à leurs décrochages locaux.
En 2016, le paysage FM se compose ainsi :
- 87.6 RTL2
- 88.3 RCF Lyon
- 89.4 Virgin Radio
- 89.8 RTL
- 90.7 France Inter
- 91.5 Oui FM
- 91.9 Radio Scoop
- 92.9 Jazz Radio
- 94.9 RMC
- 96.1 France Musique
- 96.8 Nostalgie
- 97.6 Radio Espérance
- 98.0 Skyrock
- 99.0 France Culture
- 100.2 France Bleu Saint-Étienne Loire
- 101.6 Activ'Radio
- 103.1 Europe 1
- 104.0 NRJ Loire
- 104.6 Radio Val de Reins
- 105.5 France Info
- 106.0 MFM Radio
- 106.7 Chérie Loire
- 107.3 RFM

Virgin Radio a cessé ses émissions locales le 1er juillet 2011. Le Comité Technique Audiovisuel a choisi de combler ce manque en autorisant 2 nouvelles radios locales à émettre sur Roanne, Activ'Radio (radio locale commerciale de la Loire basée à Saint-Étienne) et RVR (Radio Val de Reins, radio associative basée à Amplepuis) qui ouvre un studio BD Edgar Quinet à Roanne. Par ailleurs Radio Scoop, Chérie et NRJ proposent dans le département, des informations locales et des décrochages locaux.

#### Internet
- Seule la partie à l'Est de la voie ferrée est desservie par le réseau câblé de Numéricable 30M (et sans chaine HD). Le dégroupage total et la réception télévisée par ADSL sont proposés par la plupart des opérateurs Free, SFR, Alice, DartyBox et Orange).
- Pour les entreprises, la ville est reliée à un réseau très haut débit de fibre optique 50 fois plus rapide que l'ADSL dans le cadre de la boucle départementale Saint-Étienne-Roanne.

### Publications indépendantes notables
- Rayon ardent, fanzine de science-fiction, (une huitaine de numéros de 1986 à 1989).
- Le Club des années soixante : fanzine de grande qualité axé sur la musique française de cette époque, lié à l'association du même nom (depuis 1986).
- Here, fanzine rock (10 numéros de 1994 à 1998), lié à l'association Where the action is.
- Onabok, fanzine de bande dessinée (8 numéros de 2000 à 2007), lié à l'association Ikon & imago.
- Muse, revue culturelle indécente (33 numéros de 2010 à 2012).

## Économie

### Commerce

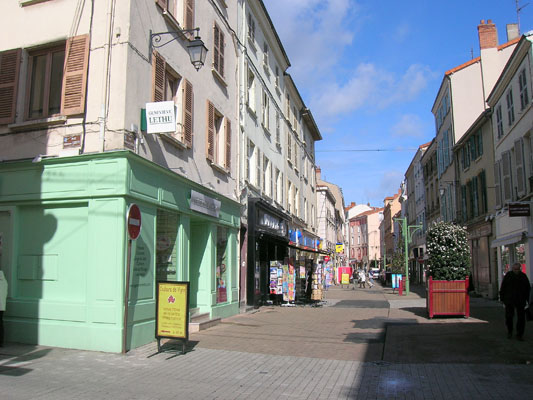
La rue du Maréchal Foch à Roanne.

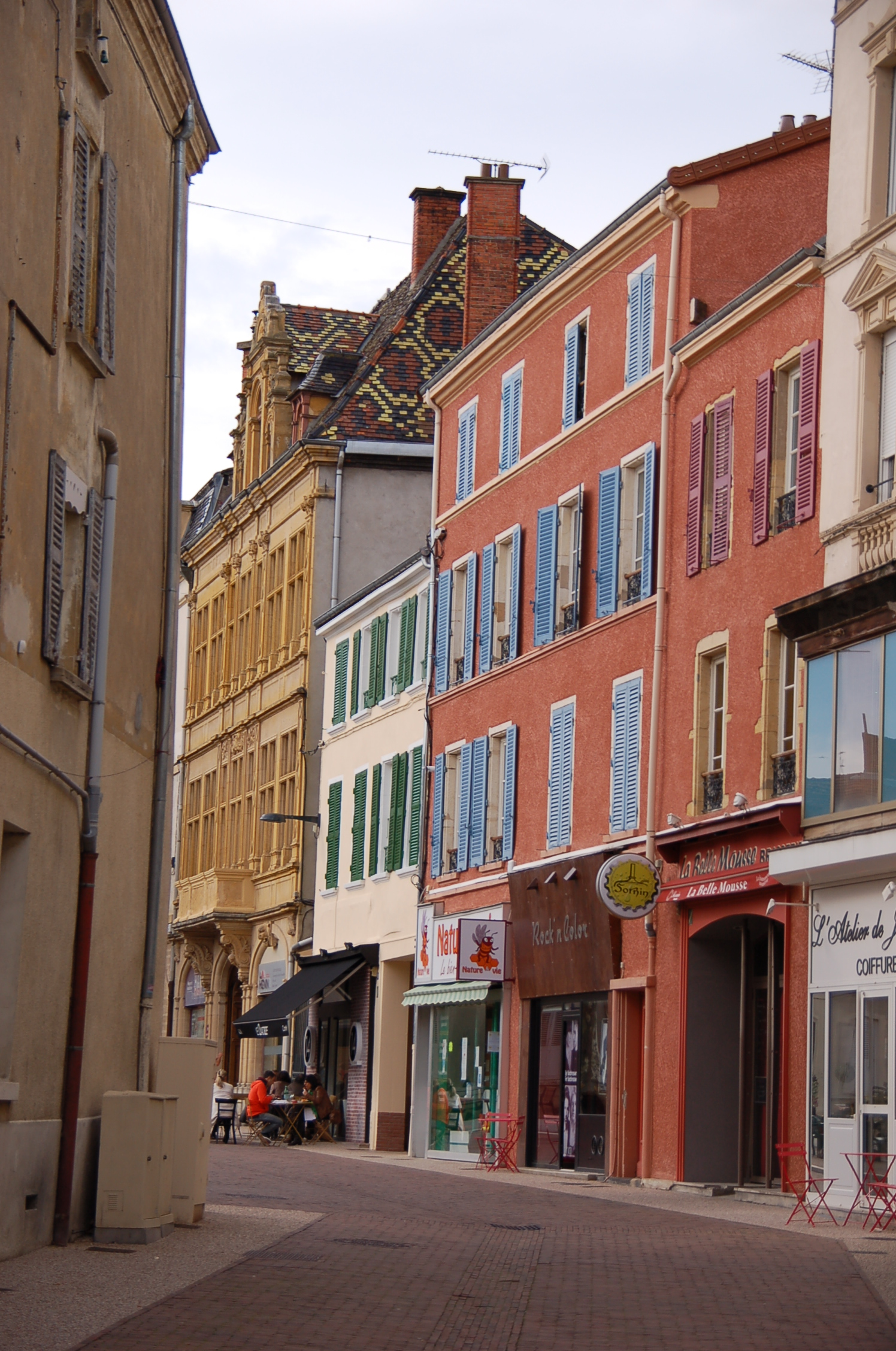
La rue Gutenberg à Roanne.

De 1911 à 1985, un grand magasin fit la renommée de Roanne : Aux Dames de France. Il fut détruit lors d'un incendie le 8 juillet 1962. Le magasin fut entièrement reconstruit puis fermé en 1985,.
Les commerçants de la ville de Roanne sont représentés par l'association « Vitrines de Roanne » qui totalise 200 adhérents. Présidée par Frédéric Dalaudière, elle a reçu en janvier 2008, le « panonceau d'or » récompensant au niveau national les unions commerciales les plus innovantes et entreprenantes.
On distingue quatre grands pôles commerciaux :
- Centre-ville avec les rues Charles de Gaulle, Maréchal Foch, Jean Jaurès, Alsace Lorraine et Brison ; on y trouve de nombreuses enseignes nationales en particulier dans le domaine de l'équipement de la personne ;
- Espace Saint-Louis, le plus récent, ouvert en 1998[128], implanté en centre-ville (supermarché Carrefour Market et galerie marchande) ;
- La zone commerciale de La Demi-Lieue implantée sur le territoire de la commune limitrophe de Mably en bordure de N7 (hypermarché Carrefour et galerie marchande) ;
- Les Portes de Riorges, implanté sur le territoire de la commune limitrophe de Riorges (hypermarché E.Leclerc et galerie marchande).

De 2011 à 2013, dans le cadre du chantier de rénovation du centre-ville baptisé Roanne Cœur de cité, la ville de Roanne a rénové les rues piétonnes (Charles de Gaulle et Maréchal Foch), la place du Marché et la place des Promenades Populle.
En 2014, la municipalité a lancé un projet d'espace commercial et urbain de 11 500 m2 situé à l'angle des rues Maréchal Foch et de Sully qui verra le jour en 2021.

### Industrie

#### Hier

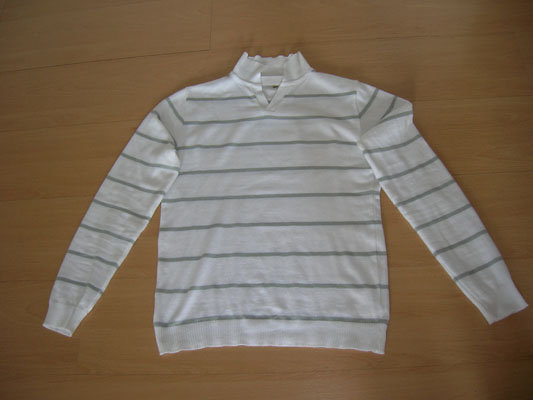
Roanne fut un haut lieu de la bonneterie.

- La bonneterie : l'industrie textile semble naître à Roanne au début du XIXe siècle dans le quartier Mulsant (qui appartient alors à Riorges). Jean-Pierre Mulsant, originaire de Thizy, achète des terrains du clergé devenus biens nationaux sous la Révolution et y implante les premiers logements-ateliers nommés « baraques Mulsant ». Jean-Pierre Mulsant connaissant quelques difficultés financières, son frère Sébastien reprend l'affaire sous l'Empire. Plus tard, des juifs s'installent à Roanne vers 1920, fuyant la Pologne et la crise économique qui sévit dans les pays de l'Est. En 1930, la faillite des établissements Gillet-Thaon, la plus grande usiner de la ville qui employait une grande partie de ces immigrants est à l'origine de ce que certains appellent « La bonneterie juive Roannaise ». Sans travail, quelques juifs achètent ou louent leurs premières machines à tricoter. Après quelques mois, des ateliers sont créés et des ouvriers juifs recrutés à Paris viennent grossir les rangs de la communauté. La bonneterie fera les beaux jours d'entreprises comme Jean Girard, Prost ou Griffon.
- Le tissage : les usines Déchelette, Gotheron, Bréchard, Giraud, Delorme, Deveaux, etc.
- Le textile :
  - ARCT (Ateliers Roannais de Constructions Textiles), créés en 1919 par Louis Élysée Crouzet, disparus dans les années 1980, fabriquaient notamment des machines à texturer les fils synthétiques (fausse torsion). Ils ont employé jusqu'à 2 000 personnes sur leurs sites de Roanne (3 implantations), Valence et Aubenas.
  - France-Rayonne, spécialiste du textile artificiel (rayonne, puis fibranne et non-tissé) fabriqué à partir de pâte de bois selon la méthode mise au point par Hilaire de Chardonnet à la fin du XIXe siècle, la plus grosse usine d'Europe dans ce secteur avec près de 800 employés. Cette usine, devenue Textiles Artificiels du Centre (TADC), puis Centre de Textiles Artificiels (CTA), puis Rhône-Poulenc-Textiles (RPT), ferme en 1985 et est détruite en 1989.
  - Les établissements Désarbre, Carré Blanc, Devernois, établissements Marcel etc.
- Arsenal de Roanne (GIAT Industries) : créé en 1917 au cours de la Première Guerre mondiale, pour fabriquer des obus et des canons. Dans les années 1920, il cessera la production d'obus pour fabriquer des wagons et réparera les camions en retour du front. Après la Seconde Guerre mondiale, l'arsenal fabriquera des mortiers (Brandt, de 60, 80, 90, 105, 120, etc.), des machines-outils (tours Cazeneuve G36 et outilleurs TB43 et TC102, fraiseuses, perceuses, tours LIP, etc.) des vélos, des tracteurs (Société française de Vierzon type HV1 & FV1), beaucoup de productions civiles pour remettre la France sur pieds. Il se spécialisera par la suite en la réparation des blindées américains qui restaient de la Seconde Guerre mondiale (Dodge, moteurs Cadillac, GMC, M44, M21, etc.) et dans la fabrication des chars notamment vers 1950 avec les AMX-13. Les véhicules en réparations sont alors des Patton et des EBR Panhard. Les 30 tonnes commenceront en 1963 et les 10 tonnes dans les années 1970. Dans les années 1980, l'effectif de l'arsenal comptera jusqu'à 3 000 personnes. L'entreprise est devenue Nexter Systems en 2006.
- Papeteries Navarre[130],[131] : leader français de l'enveloppe, aujourd'hui détruites, étaient alimentées par le canal tout proche.
- La métallurgie : Démurger[132], créée en 1923 par Pierre Démurger, puis dirigée successivement par son fils Jacques et son petit-fils Jean-Pierre. L'entreprise est leader mondial des lames de scies à métaux dans les années 1970 ; elle devient ULTRA-Diam en 2005 et est en redressement judiciaire le 29 février 2008. Le 18 juin 2008 le groupe allemand Döring-Guhema installé à Hockenheim sauve une nouvelle fois l'entreprise qui est rebaptisée Ultra Nova SAS. Dirigée par Claude Waltz, elle produira aussi des scies bi-métal avec un effectif de 94 salariés (sur 150 auparavant et près de 600 dans les années 1980). En 2014, l'industriel indien Trident Tools LTD / Magicut reprend la société avec un effectif de plus de 80 personnes. L'entreprise est dissoute en debut 2016 à la suite d'une liquidation judiciaire[133].

#### Aujourd'hui

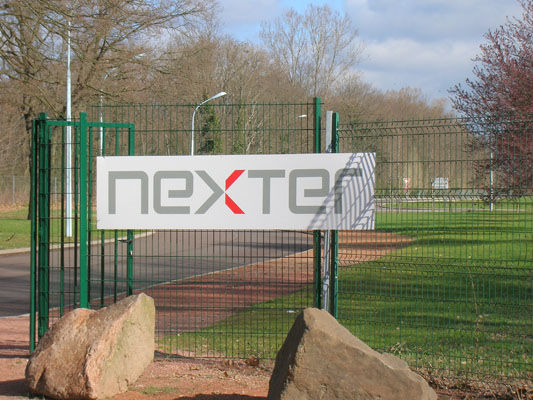
Nexter Systems à Roanne.

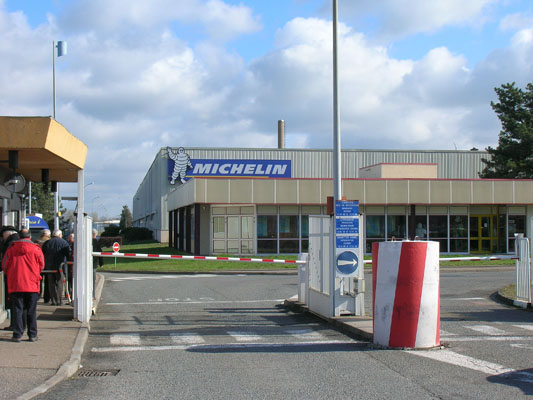
Usine Michelin à Roanne.

- Nexter Systems : 765 personnes fabriquent le VBCI (Véhicule blindé de combat d'infanterie), l'Aravis et le CAESAR (camion équipé d'un système d'artillerie avec un canon de 155 mm), et rénovent les AMX-10 P et AMX-10 RC.
- Michelin : depuis 1974, le manufacturier fabrique dans cette unité des pneumatiques pour les véhicules haut de gamme (890 salariés) - 12 000 pneus sont exportés par jour. L'entreprise est dirigée depuis 2014 par Éric Percie du Sert.
- Le textile et l'habillement : spécificité du Roannais avec 1 000 emplois aujourd’hui. Les marques Carré Blanc ou Devernois montrent que le textile est l’un des piliers de l’économie roannaise. D’autres entreprises, grâce à la prise en compte du développement durable comme : Teintures et Apprêts Danjoux - TAD ou leur positionnement sur le marché du luxe comme Pacau Couture, consolident le socle industriel local. D’autres entreprises remarquables sont présentes : Henitex Bel Maille, Pauporté, Le Petit Baigneur et La Fée Maraboutée ainsi que Marcelle Griffon, Christian Cane, Rhodamel et Rotkopf[134]. Le véritable débardeur Marcel est toujours produit à Roanne par les Établissements Marcel sous la marque « Les Tricots Marcel »[135],[136],[137],[138],[139],[140].
- ELOCA (Établissement LOgistique du Commissariat des Armées) : 153 personnes civils sous encadrement de 30 militaires, chargées de la maintenance lourde des matériels de guerre de l'armée française et de son approvisionnement en pièces détachées (systèmes de réfrigération, de chauffage, etc.).
- Calorifloat (groupe Caloriver) : spécialiste de la fabrication de vitrages isolants. Après Toul et Montpon-Ménestérol en Dordogne, le groupe s'installe à Mably en 2009 sur 11 000 m2[141].
- Gimaex : l'entreprise franco-allemande fabrique des véhicules de secours routier et d'incendie. Le groupe emploie près de 350 personnes (dont 100 à Roanne)[142]. La société a été mise en redressement judiciaire le 2 janvier 2018 et en période d'observation pour une durée de six mois[143]. Le 12 avril 2018, l'entreprise est reprise par le groupe Desautel (d) , spécialiste de la protection incendie[144].
- Délipapier (groupe Sofidel) : usine de fabrication d'articles en papier à usage sanitaire ou domestique.
- Groupe Barriquand (fondé en 1936) : avec Barriquand Technologies Thermiques (fabrication d'échangeurs thermiques) et Steriflow (fabrication de stérilisateurs industriels)[145].
- Boccard Process Vessels (anciennement Constructions soudées du Coteau (CSC)) : fondée en 1937 et intégrée depuis 1986 dans le groupe Boccard. Elle développe son activité dans le domaine des cuves, vinicoles ou des cuves destinées à l'agroalimentaire, l'agro-industrie ou la chimie. Elle emploie 60 personnes et réalise un chiffre d'affaires de 10 M€[146].
- Agroalimentaire : Valentin Traiteur à Mably (160 salariés), Révillon Chocolatier au Coteau et Tradival (découpe de porc) du groupe Sicarev à Roanne.

### Nouvelles technologies
- Centres d'appel :

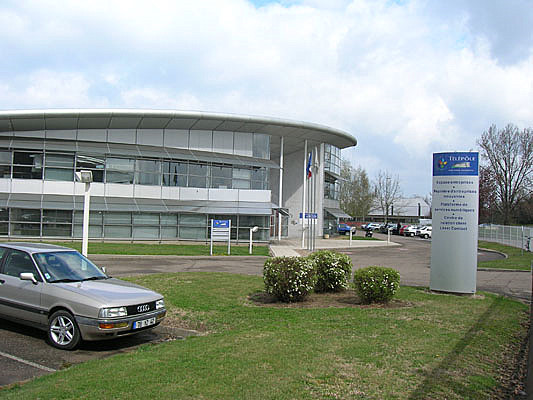
Numériparc à Roanne.

  - SFAM (Société française d'assurances multirisques, anciennement Transcom puis B2S) : spécialisé dans la commercialisation de produits d’assurances avec garanties étendues, 400 collaborateurs.
  - Laser contact : assure le service clientèle de nombreuses entreprises, 200 collaborateurs.
- Sopra Steria : avec un centre de 4 500 m2, 300 collaborateurs.
- Numériparc (anciennement Télépôle) : propose une gamme d'équipements et de services destinés à favoriser le développement de projets innovants. Il accueille une quinzaine d'entreprises technologiques. Les acteurs de la filière numérique y sont regroupés au sein d'une association professionnelle « Loire Numérique ».
- Technopôle Diderot.

### Revenus et fiscalité en 2017
Le revenu médian de la commune se chiffre à 15 932 € annuels, un chiffre moins haut (−24,18 %) que le niveau de vie médian en France (19 785 €).
La commune affiche un taux de pauvreté de 22,3 %, nettement plus important que celui de la France (13,9 %).
54,4 % de foyers fiscaux sont non imposables.

## Culture locale et patrimoine

### Lieux et monuments
- Château de Roanne.
- Maison à pans de bois.

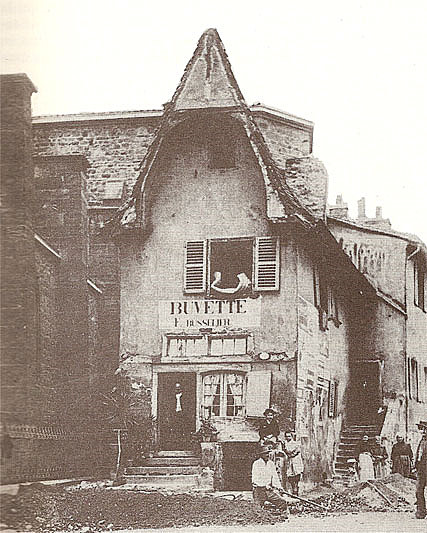
La maison à pans de bois dite maison bourbonnaise du XVe siècle encore visible aujourd'hui le long de l'église Saint-Étienne.

- Hôtel de ville de Roanne : jusqu'en 1874, c'est le couvent des Capucins. Au XIXe siècle, le duc de Persigny, ministre de l'Intérieur convainc le maire Charles Boullier de faire construire un nouvel hôtel de ville. Le projet du célèbre architecte parisien Édouard Corroyer (élève de Viollet-le-Duc) s'achève en 1874. Le premier conseil municipal se déroule le 27 octobre 1874 dans une salle qui deviendra plus tard la salle Charles-de-Gaulle. Aujourd'hui il s'y tient encore. La fontaine place de l'hôtel de ville est l'œuvre de Charles-Louis Picaud. Elle rend hommage au maire François Populle qui avec l'aide de 20 000 paysans défendit la ville en 1814 face aux Autrichiens. Cet acte de courage valut à Roanne la croix de la Légion d'honneur sur décret de Napoléon III le 4 mai 1864.
- Hôtel Goyet de Livron, actuelle sous-préfecture de Roanne : c'est Jacques de Flesselles, intendant à Lyon de 1767 à 1789, dernier prévôt des marchands de Paris, assassiné le 14 juillet 1789, qui fit bâtir cet hôtel pour y loger lors de ses passages à Roanne. En 1767, Jacques de Flesselles fera appel au célèbre architecte-urbaniste lyonnais Jean-Antoine Morand (futur créateur du quartier des Brotteaux à Lyon) pour la construction de cette magnifique demeure, qui fut terminée en 1770. L'hôtel de la sous-préfecture abrite entre autres, un salon Louis XV octogonal à la décoration classé monument historique et comportant de très belles boiseries, un plancher marqueté et à chacune des quatre portes, serrure et clé représentant les signes d'un jeu de cartes. Ce salon était utilisé jusqu'en 1981, comme bureau du sous-préfet. Cet hôtel particulier vit passer de nombreux hôtes célèbres tels que Pie VII, Napoléon Ier, le duc et la duchesse d'Angoulême ainsi que Napoléon III[47].
- Pont Pisserot : au-dessus du canal latéral de Roanne à Digoin de l'ingénieur Léonce-Abel Mazoyer, en 1897. Il permet à la rivière Oudan de franchir le canal par-dessus, disposition très rare. Longtemps lieu favori de promenades des roannais, on ne peut plus le franchir à pied mais juste l'admirer en se baladant le long du canal.
- Pont sur la Loire : de l'ingénieur Benoît Joseph de Varaigne, datant de 1834, chaque année, c'est sur le pont de la Loire qu'a lieu le traditionnel feu d'artifice du 14 juillet[44],[45].
- Auberge des voyageurs : sur le quai de l'Isle, où résidaient les passants avant d'embarquer sur la Loire jusqu'à la Révolution.

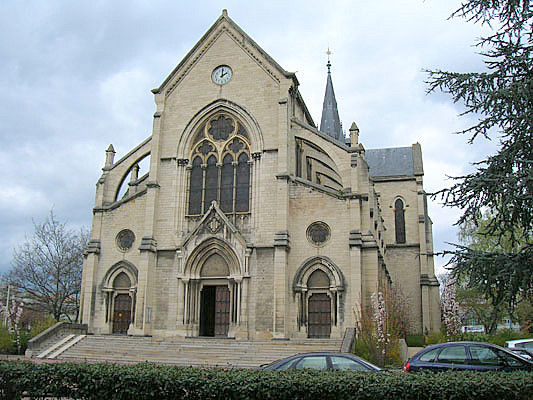
Église Notre Dame-des-Victoires à Roanne.

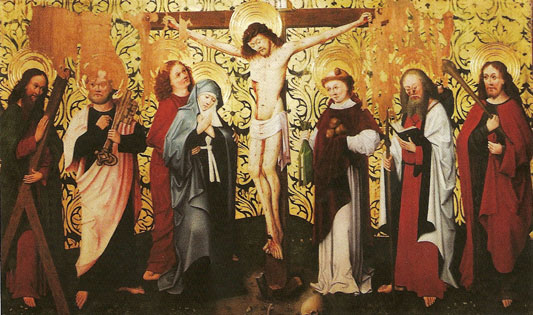
Le triptyque de la Passion classé par les monuments historiques en 1997.

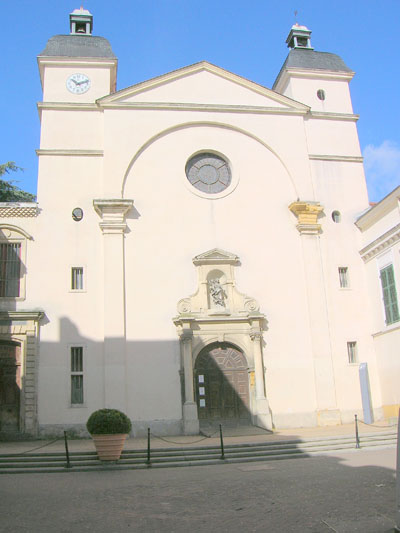
Chapelle Saint-Michel de style jésuite à Roanne.

- Église Notre-Dame-des-Victoires (ou église des Minimes), rue des Minimes, une construction récente de l'architecte diocésain lyonnais Auguste Desjardins en 1864. De style gothique du XIIIe siècle, elle est construite dans un calcaire dur à grain fin rehaussé de lave de Volvic par endroits. Face au manque d'espace pour la célébration du culte au XIXe siècle, le cardinal Joseph Fesch qui venant d'être nommé évêque de Notre-Dame-des-Victoires de Rome, souhaita que cette nouvelle paroisse se nomme ainsi. Elle présente un magnifique maître-autel, un retable sculpté et des statues comme Notre-Dame-de-Pitié. C'est aussi la plus grande et la plus belle des églises de Roanne. Le clocher entrepris vers 1884 contient la plus grosse cloche de la ville (1 660 kg). En 1926, après avoir perdu la croix ornant sa façade, on lui ajoute une cloche supplémentaire.
- Église Sainte-Anne, place Berthelot (patronne des tisseurs) : achevée le 11 août 1863, agrandie en 1890 à la suite de l'expansion du faubourg Mulsant grâce à l'activité du tissage, rénovée en 1960. L'orgue a été restauré en 2000 : construit en 1865, c'est l'ancien orgue de chœur de l'église de Fourvière à Lyon dont Sainte-Anne hérite en 1894. Un incendie le 18 décembre 1978 endommage la sacristie et divers équipements (chauffage, sonorisation et éclairage), et noircit les murs et les voûtes de l'église. Le retable de Notre-Dame-de-Pitié de l'église Sainte-Anne, autrement appelé le « Triptyque de la Passion », vient de faire l'objet d'une restauration dans les ateliers des musées de France à Versailles. Après 20 ans d'absence, il est exposé au musée Déchelette à Roanne. Cette pièce non signée est supposée dater de la fin du XVe siècle. On l'attribue à l'école franco-flamande.
- Église Saint-Étienne, rue Charles De Gaulle, en pierres dorées et roses, en forme de croix latine. La plus ancienne paroisse de Roanne aux abords du château. Initialement, elle a été achevée vers 1343, initiée vers 1319 par Alice de Saint-Haon (dite de la Perrière par son mariage avec Guy de La Perrière : cf. les articles Verneuil et Etang[148] ; les St-Haon descendaient des Roanne[149]) héritière d'une des deux seigneuries dominantes de l'époque avec les comtes de Forez. Depuis elle fut détruite et reconstruite 4 fois. Son aspect actuel date de 1844. La sacristie est récente et remonte au début du XXe siècle obligeant la destruction de certaines demeures attenantes. Ses orgues, conçues par la manufacture Daublaine Callinet, étaient initialement installées dans le chœur de la cathédrale Notre-Dame de Paris.
- Église Saint-Louis, rue du Moulin Populle, commencée en 1864, terminée en 1881 : église à trois nefs, dans le style roman du XIIe siècle avec une façade de pierres de Volvic grises et de granit rose d'Ailly. Le 17 juillet 1862 est érigée la paroisse Saint-Louis au faubourg Clermont, reconnue par décret impérial le 26 mars 1864. En attendant la construction d’une église, le culte est célébré dans un hangar prêté rue Bravard. La nouvelle église est bénie en 1869 par Mgr Dubuis, évêque de Galveston (Texas), délégué du cardinal de Bonald. Les flèches, jamais construites, figurent sur un vitrail du transept[150].
- Chapelle Saint-Michel, rue du Maréchal Foch, fondée en 1617 (terminée en 1621 mais consacrée seulement en 1626) par le père Coton, jésuite, confesseur d'Henri IV et Louis XIII, et son frère Jacques Coton, seigneur de Chenevoux à Bussières et chevalier de St-Michel. Ils construisirent sur leurs deniers personnels une église pour le collège de Jésuites, actuel lycée Jean-Puy, fondé en 1614. Le père Coton et son frère y sont inhumés dans la crypte centrale. Pierre et Jacques Coton tenaient le domaine de leur mère Philiberte de Champrand, épouse vers 1560 de leur père Guichard Coton de Chènevoux, et le manoir élevé sur cette parcelle prit le nom seigneurial de ce dernier : de Chènevoux ; cette bâtisse fut le premier siège du collège jésuite, puis, ruinée, fut détruite pour laisser place aux bâtiments de 1669-1687 qui formèrent, avec au nord la chapelle de 1617-1621, la cour d'honneur toujours visible : c'est un petit-neveu maternel des frères Coton, le père de La Chaize, qui fut l'instigateur de cette transformation radicale[151]. La chapelle[152] est représentative du style jésuite de l'époque, bâtie selon les plans de l'architecte jésuite Étienne Martellange. Elle est inspirée par le modèle des églises italiennes du XVIe siècle. Vous apprécierez le maître autel en mosaïque de marbre polychrome avec deux tabernacles du XIXe siècle, les boiseries des stalles du XIXe siècle, la chaire en bois sculptée, la statue en bois peint de Louis de Gonzague, le tout, classé par les Beaux-arts. Dans la sacristie encore, la grande crédence du XVIIIe siècle et la cloche en bronze du XVIIe siècle.
- Chapelle Saint-Nicolas du Port, quai du Commandant Lherminier, construite par les mariniers en 1630 pour remercier le ciel d'avoir conjuré la peste de 1628. C'est un des plus vieux bâtiments de Roanne après le château. La chapelle devient par la suite, un dépôt de grain, un bureau de poste, une habitation, ou encore un débit de boissons. Le Liger club de Roanne sollicite en 2008 la mairie pour la réouverture de ses portes à des fins touristiques. Elle est en effet à ce jour fermée au public. Inscrit aux monuments historiques[153].

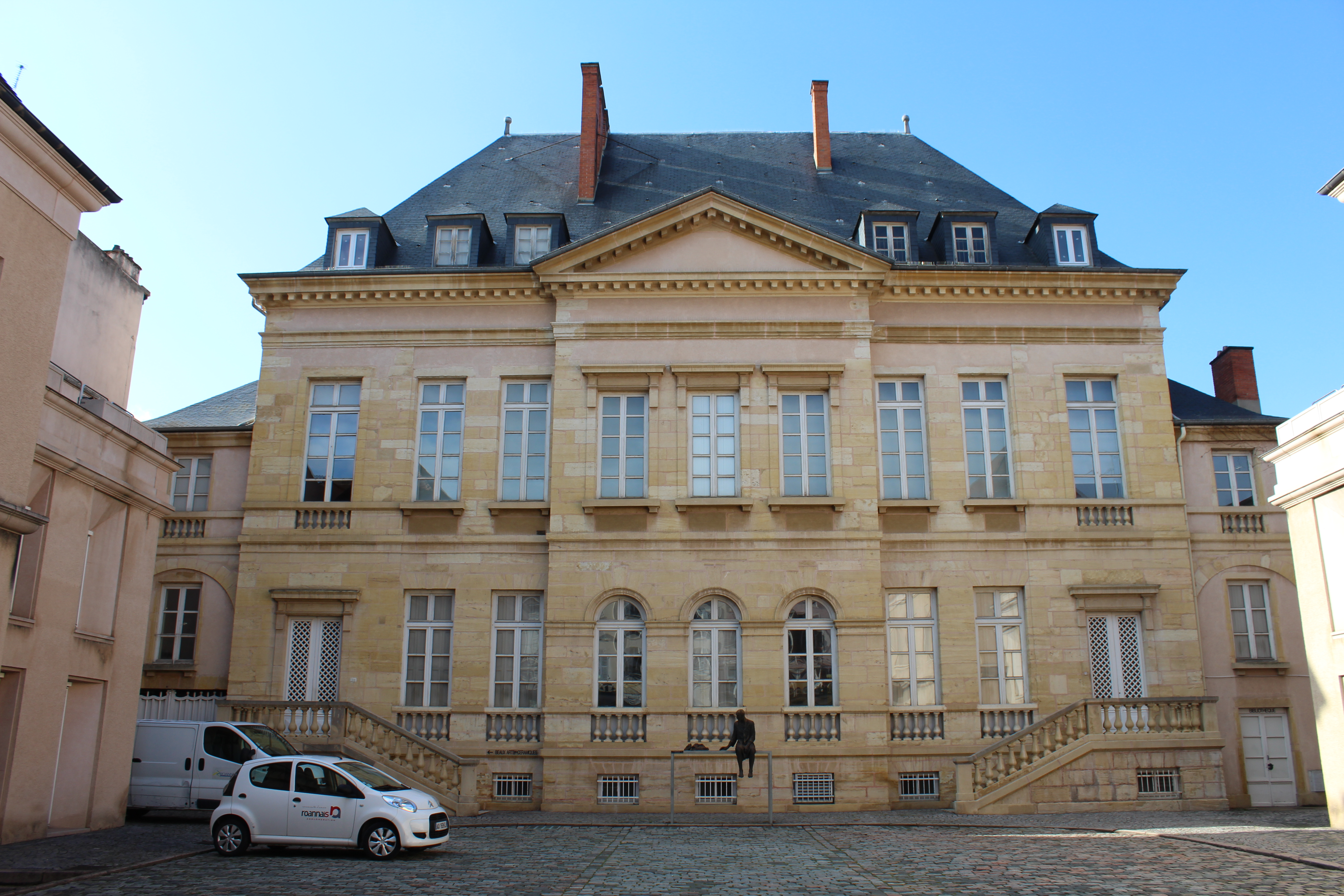
Musée Joseph-Déchelette à Roanne.

- Musée des beaux-arts et d'archéologie Joseph-Déchelette, inscrit partiellement aux monuments historiques[154].
Ancien hôtel de François Claude de Valence de Minardière, conçu par l'architecte roannais Lavoipierre, le bâtiment est acheté en 1892 par Joseph Déchelette. Le musée est créé en 1844 par l'archéologue Joseph-Antoine-Fleury-Léonard Mulsant (1790-1851, fils de Sébastien Mulsant, un des créateurs à Roanne du faubourg Mulsant). Joseph Déchelette en fut le conservateur jusqu'à sa mort en 1851. Après la mort au front de Joseph Déchelette en 1914, sa veuve le cède à la ville en 1923.
L'amateur d'art et d'histoire verra les collections archéologiques de Joseph Déchelette et ses successeurs (art et artisanat celtique et gallo-romain), d'importantes collections artistiques du XVe au XXe siècle avec bien sûr plusieurs toiles de Jean Puy, mais aussi de Maurice Tête, Maurice Aubret, Michel Degenne, etc., une exposition permanente d'art africain sous les combles réaménagés, et une autre exposition permanente consacrée à la céramique artistique contemporaine. Enfin, il verra une collection de céramiques révolutionnaires inaugurée le 23 juin 1989 par le président de la république François Mitterrand lors du bicentenaire de la Révolution. On peut aussi consulter de nombreux ouvrages et documents dans la bibliothèque attenante, créée par Joseph Déchelette lui-même.

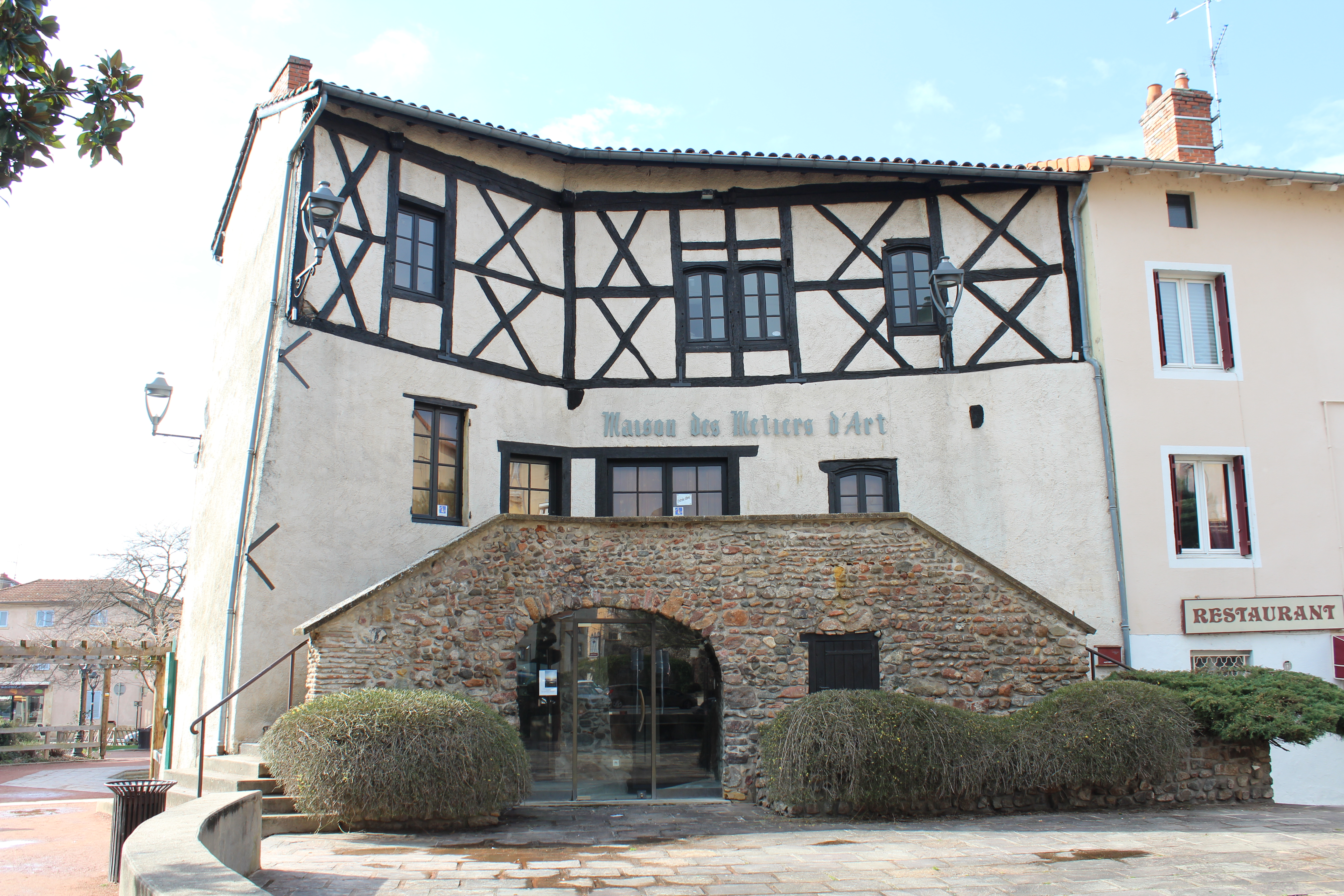
La maison des Métiers d'Art de Roanne.

- Maison des Métiers d'Art de Roanne : Cette maison médiévale située dans le centre historique accueille régulièrement diverses expositions temporaires d'artisans d'art de la région Roannaise ou de régions extérieures[155].

### Patrimoine naturel

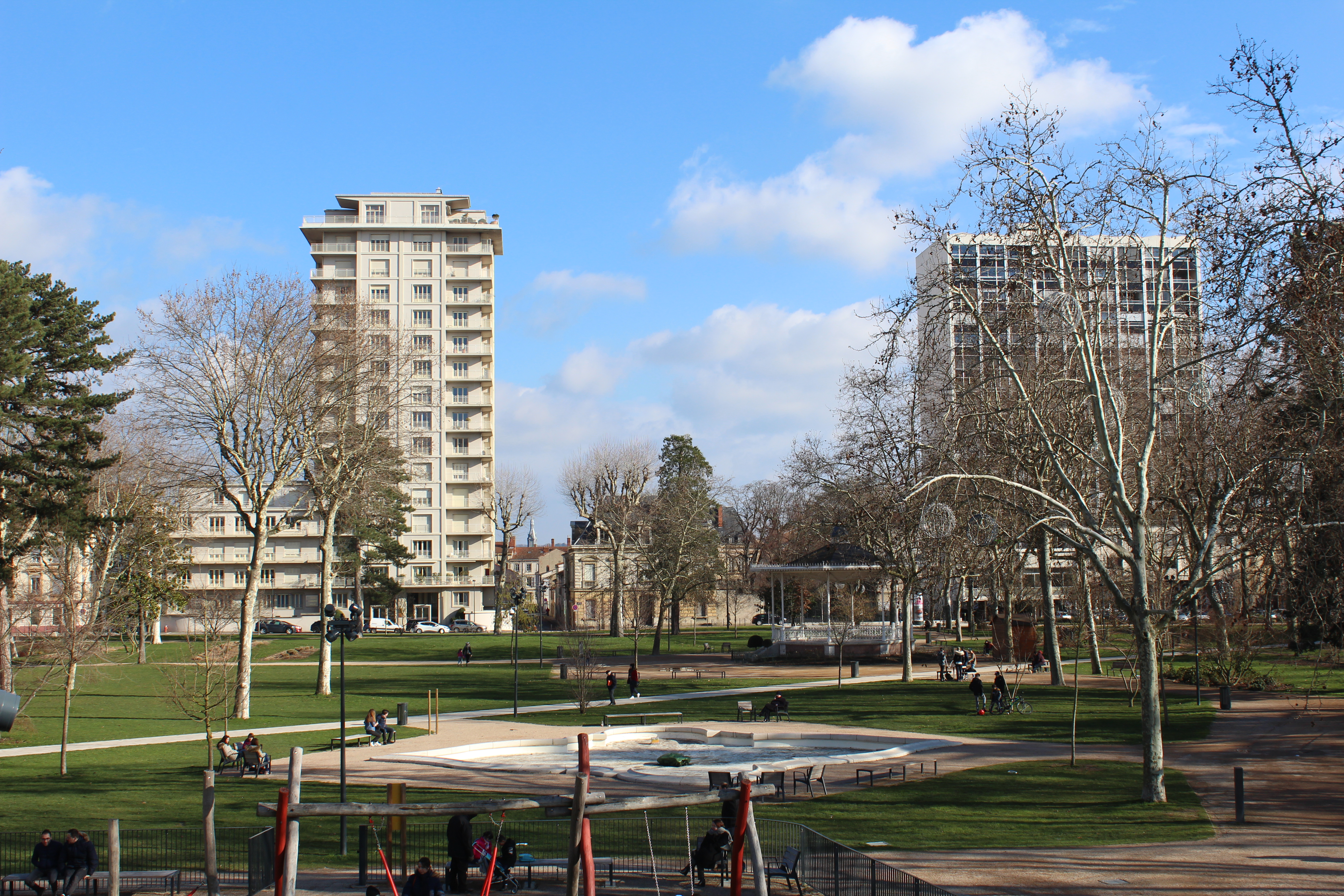
Le parc de la place des Promenades Populle à Roanne.

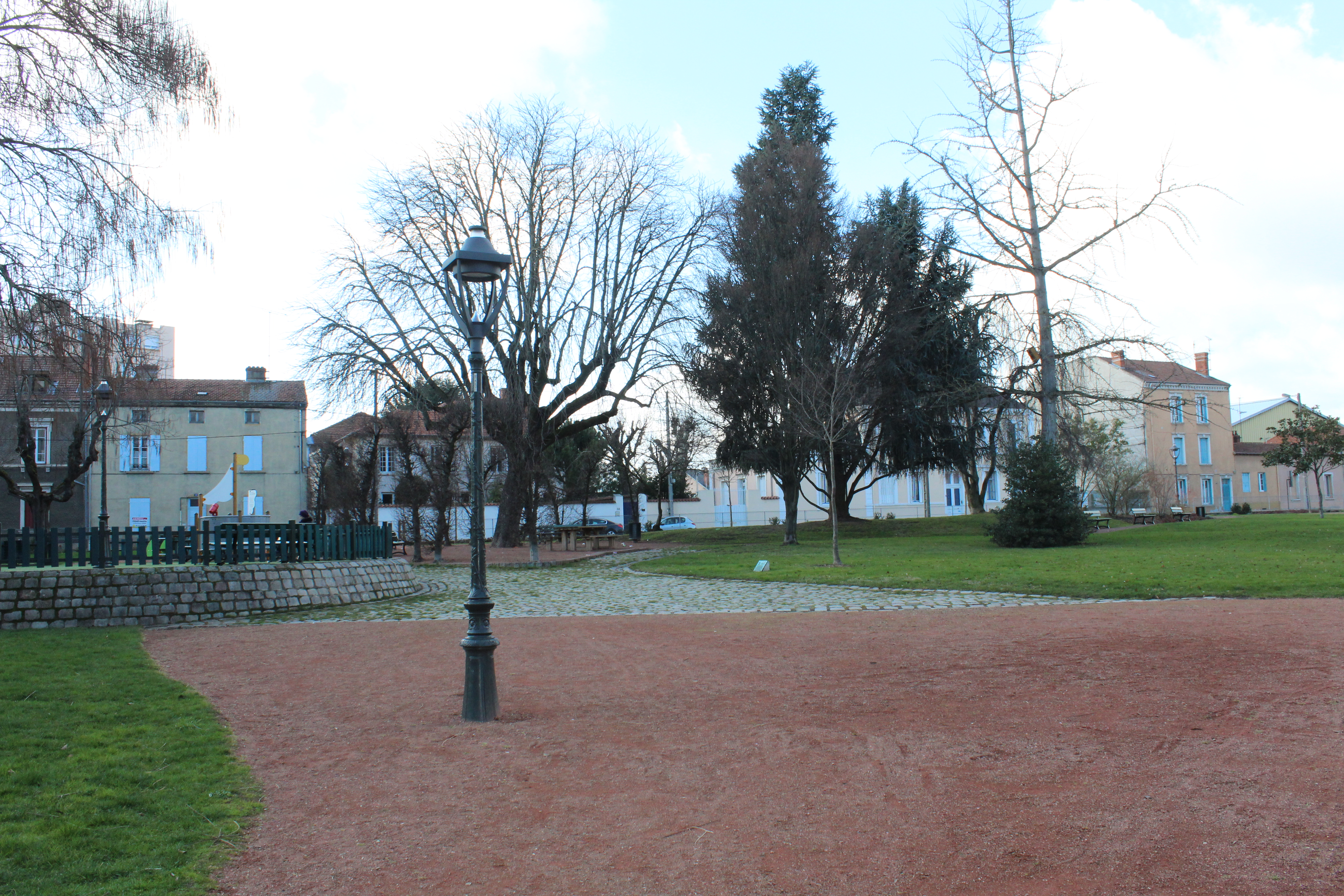
Le square Baron du Marais à Roanne.

- Lac de Villerest : Le lac de Villerest est le lac le plus vaste de la Loire puisqu'il s'étend sur 36 km et a une superficie de 770 ha.

- Place des Promenades Populle, du nom de François Populle, maire de 1808 à 1815 qui participa sur ses deniers personnels à son acquisition vers 1811. Le parc s'appelait avant Cours du Roi de Rome. On peut y voir le buste en marbre de François Populle réalisé par Nicolas Lescornel ainsi que le couple Les Pauvres Gens de Charles-Louis Picaud. Après avoir hébergé le nœud central du réseau de bus, dans les années 1970, c'est aujourd'hui un parc agréable. Le kiosque à musique est toujours présent. Le jardin dispose d'un parc de jeux pour enfants.
- Square Baron du Marais, non loin de la gare.
- Parc des sports, dans le quartier de Mâtel.
- « Coulée verte » piétonnière le long du Renaison depuis presque son confluent avec la Loire jusqu'à Riorges (Parc Beaulieu et sentier des Écureuils) et au-delà.
- Les berges aménagées et le parcours pédestre et cycliste du canal (en direction de Briennon).

### Gastronomie

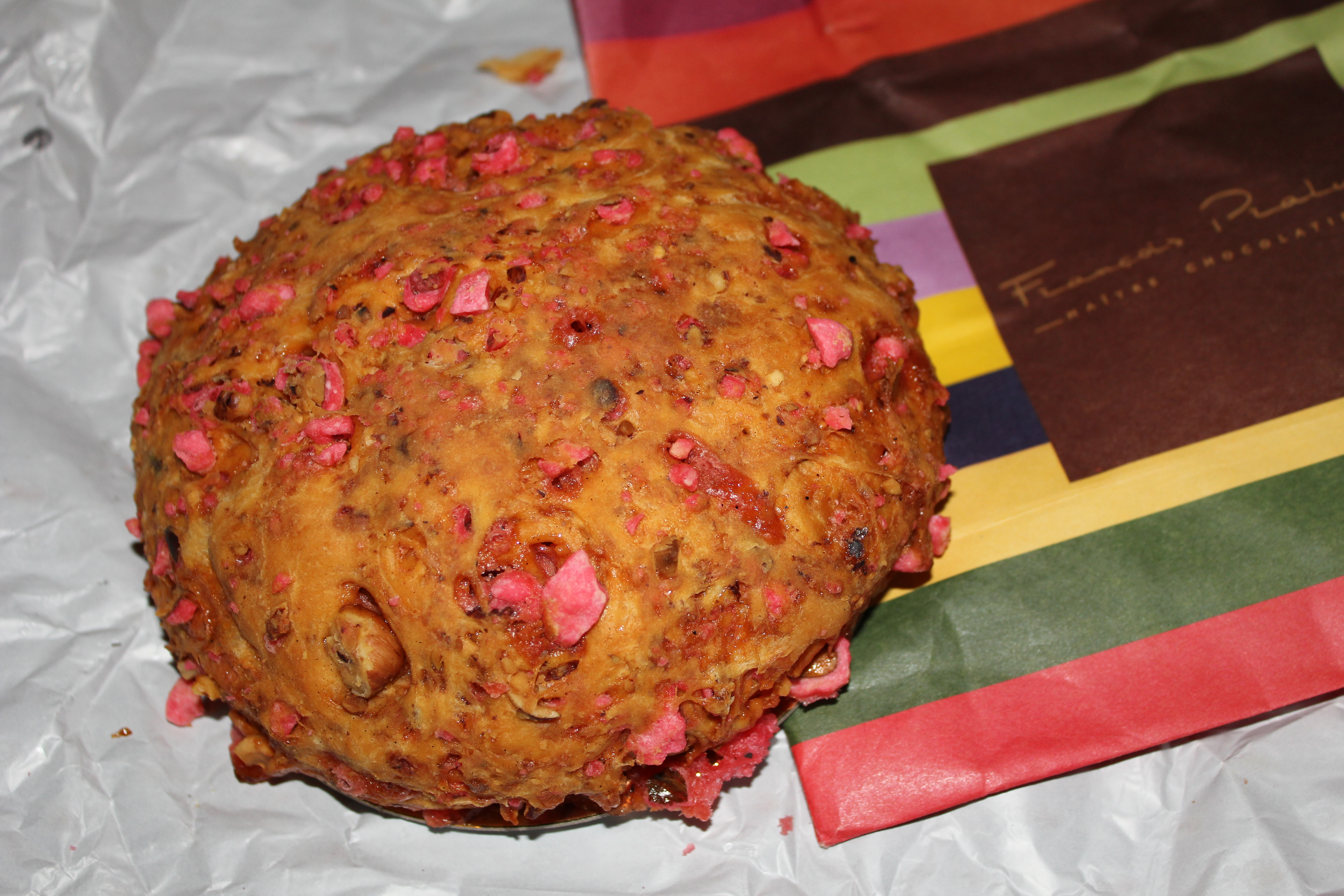
La Praluline.

Roanne est le premier ambassadeur du vignoble de la côte-roannaise. Ces vins rouges (et rosés) en provenance des coteaux environnants de la côte-roannaise sont ciselés sur 200 ha, répartis sur 14 communes et classés AOC avec une production annuelle de 10 000 hectolitres. Certainement d'origine gallo-romaine ils sont issus du seul cépage Gamay appelé ici Saint Romain cultivé sur des sols granitiques.
L'École des Trois Ponts de René Dorel située dans la Villa Beaulieu dans la commune voisine de Riorges, accueille chaque année 200  à   300 étrangers désireux de parfaire leurs talents culinaires et leur pratique de la langue et de la culture française.
Auguste Pralus invente en 1955 la Praluline. Spécialité culinaire de Roanne, cette brioche aux pralines est confectionnée à base d'amandes et de noisettes. Le fils d'Auguste Pralus, François, est sacré meilleur chocolatier de Paris par la rédaction de Gault et Millau. La boutique roannaise se trouve depuis 70 ans dans les rues piétonnes.

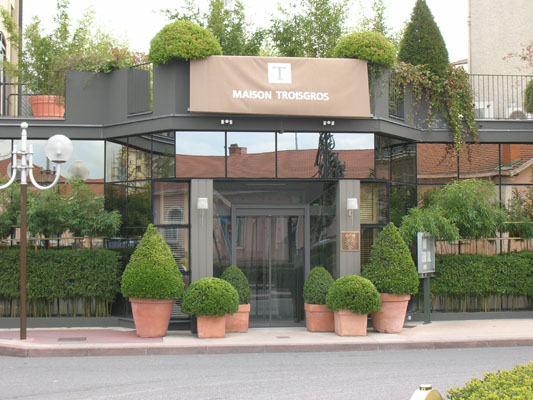
L'ancien restaurant Maison Troisgros à Roanne.

En 1930, un bourguignon, Jean-Baptiste Troisgros, et son épouse Marie reprennent l'Hôtel-restaurant des Platanes, situé devant la gare, qu'ils rebaptisent Hôtel Moderne. Devenu les Frères Troisgros, l'établissement est transféré à Ouches, commune proche de Roanne, en 2017. Un second établissement, Le Central (surnommé l'annexe) se situe dans le bâtiment mitoyen.
La place en forme de rond-point devant l'ancien restaurant porte le nom de Jean Troisgros, décédé en 1983. Elle est ornée d'une œuvre du sculpteur Arman qui représente un empilage de fourchettes.
Certaines scènes du film d'Étienne Chatiliez, Le bonheur est dans le pré, avec Michel Serrault et Eddy Mitchell, ont été tournées dans le restaurant.

### Personnalités liées à la commune
Personnalités nées à Roanne

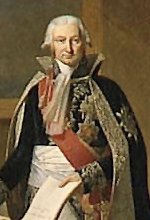
Jean-Baptiste Nompère de Champagny, duc de Cadore.

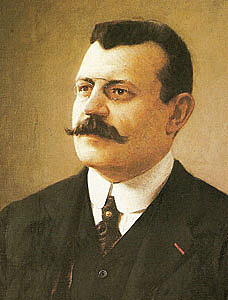
Joseph Déchelette par Albert Dawant (post–mortem d'après photographie).

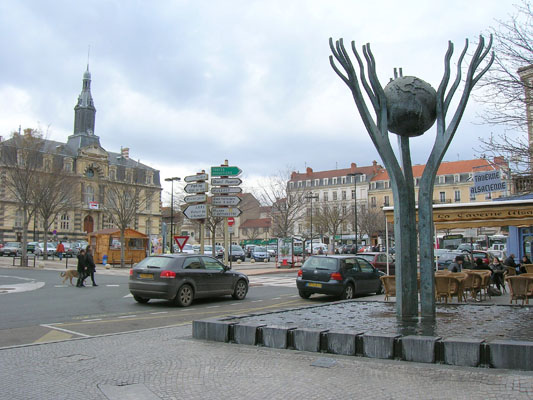
Sculpture Entrée dans le 3e millénaire par Michel Granger à Roanne.

- Jeanne Chézard de Matel (1596-1670), religieuse et fondatrice de l'ordre du Verbe incarné.
- Antoine-Joseph Pernety (1716-1796), écrivain, bibliothécaire et alchimiste.
- Claude François-Xavier Hué de Laborde (1731-1824), général de la Révolution et de l’Empire.
- Jacques Forest (1733-1812), député du Rhône.
- Jean-François Michon-Dumarais (1751-1842), député de Rhône-et-Loire.
- Antoine-Marie Verne de Bachelard (1753-1820), maire de Roanne et député de la Loire.
- Antoine Duret (1754-1794), général de la Révolution française, mort guillotiné à Paris le 13 avril 1794.
- Jérôme de Larochette (1755-1819), député de Rhône-et-Loire.
- Jean-Baptiste Nompère de Champagny (1756-1834), duc de Cadore, député du Forez et ministre de Napoléon Ier.
- Étienne-Gilbert de Drée (1760-1848), militaire, conseiller général et député de Saône-et-Loire.
- Jean Étienne Michon de Vougy (1767-1830), militaire et député de la Loire.
- Guy-Marie de Place (1772-1843), écrivain.
- François Populle (1777-1846), maire de Roanne député de la Loire.
- Benoît Raclet (1780-1844), inventeur d'une technique pour protéger la vigne de la pyrale de la vigne.
- Alphonse Michon-Dumarais (1784-1870), militaire, conseiller général et député de la Loire.
- Joseph Alcock (1790-1864), magistrat et député de la Loire.
- Jean Verne de Bachelard (1792-1868), magistrat et député du Rhône.
- Louis-Antoine-Augustin Pavy (1805-1866), évêque d'Alger
- Balthazar Jacotin (1813-1897), juge et sénateur de la Haute-Loire.
- Auguste Boullier (1833-1898), député de la Loire, il a légué à Roanne sa bibliothèque, qui constitue actuellement le fonds italien de la Bibliothèque Municipale de Roanne (actuellement logé dans la Médiathèque de Roanne).
- Honoré Audiffred (1840-1917), avocat, député, sous-préfet de Roanne pendant la Commune, fondateur du CNRS.
- Charles Devillié (1850-1905), artiste peintre impressionniste.
- Camille Benoît (1851-1923), compositeur, musicographe, critique d'art et conservateur adjoint au Louvre, auteur en 1917 d'un important legs de peintures au musée de Roanne.
- Émile Noirot (1853-1924), artiste peintre, fils de Louis Noirot.
- Joanny Augé (1853-1925), maire de Roanne et député de la Loire.
- Laurent Chabry (1855-1894), biologiste.
- Joseph Déchelette (1862-1914), archéologue mort pour la France le 3 octobre 1914.
- Jean Ernest-Charles (1875-1953), journaliste et président du Syndicat national des journalistes.
- Jean Puy (1876-1960), artiste peintre.
- Albert Sérol (1877-1961), maire de Roanne, député de la Loire et ministre des gouvernements Blum puis Reynaud, inhumé au cimetière Saint-Claude de Roanne.
- Léon Vallas (1879-1956), musicologue.
- René Leriche (1879-1955), médecin, spécialiste de la douleur, de la chirurgie vasculaire et du tronc sympathique.
- Henri Dentz (1881-1945), militaire et général, représentant du régime de Vichy en Syrie mandataire pendant la Seconde Guerre mondiale.
- Victor Dupré (1884-1938), coureur cycliste.
- Marc Leriche (1885-1918), sculpteur
- Francisque Gay (1885-1963), ambassadeur au Canada, député de la Seine et ministre des gouvernements De Gaulle puis Bidault.
- Paul Fortier-Beaulieu (1888-1960), industriel, ingénieur et historien folkloriste.
- Georges Saint-Bonnet (1898-1963), journaliste et écrivain.
- Pierre Delattre (1903-1969), romaniste et phonéticien.
- Maurice Montet (1905-1997), artiste peintre.
- Adrien Renard (1905-1979), député de l'Aisne.
- Eugène Déchelette (1906-1973), Compagnon de la Libération, résistant et industriel.
- Eugène Chaud (1906-1984), joueur de rugby à XV et à XIII, champion de France en 1931 avec le RC Toulon.
- Maurice Mercier (1907-1972), secrétaire général de la Fédération Force Ouvrière des Textiles de 1952 à 1972.
- Paul Pillet (1907-2002), maire de Roanne, député de la Loire et sénateur de la Loire.
- Émile Dubuis (1911-2006), député de l'Ain.
- David Rousset (1912-1997), résistant, déporté, écrivain et député de l'Isère.
- François Bourlière (1913-1993), médecin et écologue.
- Henri Desroche (1914-1994), sociologue, philosophe et théologien.
- René Margotton (1915-2009), illustrateur et artiste peintre de l'École de Paris, élève de Fernand Léger.
- Robert Porte (1923-1966), acteur.
- Louis Michel (1923-1999), physicien mathématicien.
- Bruno Balp (1926-2008), acteur.
- Édouard Carpentier (1926-2010), gymnaste, catcheur, entraîneur de catch et animateur de télévision franco-canadien.
- André Vacheresse (1927-2000), basketteur, manager et entraîneur de la Chorale de Roanne, joueur de l'équipe de France de basket-ball avec 70 sélections.
- Maurice Moissonnier (1927-2009), historien, spécialisé dans l'histoire du mouvement ouvrier lyonnais.
- Pierre Étaix (1928-2016), réalisateur, acteur, clown, dessinateur, affichiste et dramaturge.
- Rachel Weinberg (née en 1929), réalisatrice, scénariste et actrice.
- Henri Bourgeois (1934-2001), théologien catholique.
- Hélène Garetti (née en 1939), chanteuse lyrique, soprano.
- Henri Lewi (né en 1942), essayiste et traducteur.
- Bernard Romain (né en 1944), artiste peintre, sculpteur et plasticien, auteur notamment de la statue de l'Europe Unity in Peace de la Commission européenne à Bruxelles.
- Jean-Claude Valla (1944-2010), journaliste et directeur de la rédaction du Figaro Magazine.
- Jean-François Dubreuil (né en 1944), basketteur de la Chorale de Roanne.
- Alain Gilles (1945-2014), basketteur de la Chorale de Roanne puis de l'ASVEL, entraîneur de l'ASVEL puis de Montpellier et joueur de l'équipe de France de basket-ball avec 159 sélections.
- Jacky Viallon (né en 1945), écrivain.
- Irène Jouannet (née en 1945), réalisatrice et scénariste.
- Michel Spiro (né en 1946), physicien et directeur de recherche émérite au commissariat à l'Énergie atomique.
- Gilles Guyot (né en 1946), universitaire et professeur de gestion en retraite de l'université Jean-Moulin-Lyon-III.
- Michel Granger (né en 1946), artiste peintre et sculpteur.
- Pierre Véron (né en 1947), avocat spécialiste du contentieux des brevets d’invention.
- Jean-Yves Mollier (né en 1947), historien.
- Sylvie Buisson (née en 1947), historienne d'art.
- Bernard Bonne (né en 1948), sénateur de la Loire, président du conseil départemental de la Loire.
- Laurent Théry (né en 1949), économiste et urbaniste, lauréat du grand prix de l'urbanisme.
- Hervé Lièvre (né en 1951), réalisateur et producteur indépendant de cinéma.
- Jean-Luc Lavrille (né en 1952), poète.
- Michel Feugère (né en 1955), archéologue.
- Marie-Christine Vergiat (née en 1956), députée européenne.
- Serge Clerc (né en 1957), auteur de bandes dessinées, révélé par le magazine Métal hurlant.
- Hervé Désarbre (né en 1957), organiste du ministère de la Défense.
- Michel Troisgros (né en 1958), chef cuisinier, fils de Pierre Troisgros.
- Marco de Gueltzl (1958-1992), sculpteur et designer.
- François Pralus (né en 1959), chocolatier, fils d'Auguste Pralus.
- Frédéric Borel (né en 1959), architecte déconstructiviste.
- Pierre-Yves Michel (né en 1960), évêque de Valence, Die et Saint-Paul-Trois-Châteaux.
- Claude Barret (né en 1960), footballeur de l'AJ Auxerre puis de l'AS Nancy-Lorraine et entraîneur de différentes équipes de l'AJ Auxerre.
- Patrick Alexandroni (1962-2008), acteur, chanteur et producteur de télévision.
- Joël Pommerat (né en 1963), auteur et metteur en scène.
- Jean-Luc Ribar (né en 1965), footballeur de l'ASSE, du LOSC Lille, du Stade quimpérois puis du Stade rennais football club.
- Alain Gagnol (né en 1967), romancier, scénariste et réalisateur de cinéma d'animation.
- Alain Wolff (né en 1967), footballeur du Stade de Reims, du Chaumont FC et de l'Olympique Charleville.
- Dominique Fraise (né en 1967), arbitre international de football.
- Pierre-Yves Ginet (né en 1967), photojournaliste.
- Emmanuel Prost (né en 1968), écrivain.
- Laurent Millet (né en 1968), photographe.
- Ludovic Berthillot (né en 1969), acteur.
- Raphaël Gaume (né en 1969), entraîneur de basket-ball, entraîneur de la Chorale de Roanne.
- Philippe Mouiller (né en 1969), sénateur des Deux-Sèvres.
- Cédric Mourier (né en 1970), arbitre international de tennis.
- Ludovic Chorgnon (né en 1971), triathlète.
- Éric Pras (né en 1972), chef cuisinier, meilleur ouvrier de France.
- Olivier Gechter (né en 1972), romancier et nouvelliste.
- Jérôme Buisson (né en 1973), député de l'Ain.
- Marc Large (né en 1973), dessinateur de presse.
- Benoît Luminet (né en 1974), cycliste, figure emblématique du Club Routier des 4 Chemins de Roanne.
- Vincent Laubeuf (né en 1974), compositeur de musique électroacoustique.
- Céline Rajot (née en 1975), athlète, spécialiste des courses de demi-fond.
- Guillaume Griffon (né en 1975), auteur de bandes dessinées.
- Jérémie Dufour (né en 1975), pilote automobile.
- Loïc Herbreteau (né en 1976), cycliste au CR4C, membre du CC Marmande 47.
- Johann Charpenet (né en 1976), footballeur professionnel ayant joué notamment à l'Olympique Lyonnais, au Nîmes Olympique et au CS Sedan-Ardennes.
- David Thévenon (né en 1977), basketteur à Prissé-Mâcon et entraîneur de Prissé-Mâcon.
- Anne-Sophie Mondière (née en 1979), judokate, médaille d'or le 13 avril 2008 aux Championnats d'Europe de judo à Lisbonne, triple médaillée mondiale, elle a participé aux JO d'été de 2008 et 2012.
- Arnaud Augoyard (né en 1979), pilote automobile de rallye amateur, il participe notamment au Rallye Lyon-Charbonnières.
- Anne-Sophie Girard (née en 1982), comédienne, humoriste, dramaturge et auteure, sœur jumelle de Marie-Aldine.
- Marie-Aldine Girard (née en 1982), journaliste et auteure, sœur jumelle d'Anne-Sophie.
- Perrine Coste (née en 1983), basketteuse en fauteuil roulant, joueuse au Club Handispot Forezien et sélectionnée en équipe de France de handibasket féminine.
- Émilia Dérou-Bernal (née en 1984), actrice franco-espagnole.
- Adeline Roche (née en 1984), athlète, spécialiste de la course à pied, elle a remporté les championnats de France de course de montagne puis les championnats du monde de trail en 2017.
- Cédric Si Mohammed (né en 1985), footballeur à l'US Biskra et joueur de l'équipe d'Algérie de football.
- Ghislain Gimbert (né en 1985), footballeur à l'AC Ajaccio, finaliste de la Coupe de la Ligue en 2009 avec le Vannes OC.
- Alexandre Aulas (né en 1986), cycliste au Club Routier des 4 Chemins de Roanne, membre du SC Nice.
- Jérôme Mainard (né en 1986), cycliste au Club Routier des 4 Chemins de Roanne, membre de l’équipe cycliste Roubaix Lille Métropole.
- Coralie Ducher (née en 1986), footballeuse ayant jouée à l'Olympique Lyonnais, joueuse de l’équipe de France de football et commentatrice sportive.
- David Ramseyer (né en 1987), basketteur franco-suisse ayant joué à la Chorale de Roanne.
- Lucas Bini (né en 1987), hockeyeur aux Corsaires de Nantes.
- Patrick Clerence (né en 1988), basketteur, joueur au Stade olympique maritime boulonnais.
- Yanis Merdji (né en 1993), footballeur, joueur au FC Bourg-Péronnas puis à l'AJ Auxerre.
- Axel Bouteille (né en 1995), basketteur au Limoges CSP.
- Alix Duchet (née en 1997), basketteuse, joueuse au Cavigal Nice Basket 06 et sélectionnée en équipe de France féminine de basket-ball.
- Timothé Vergiat (né en 1998), basketteur, joueur au Stade olympique maritime boulonnais.
- Jacques Rouzet, scénariste et écrivain. Créateur de la série télévisée Louis la Brocante.
- Alex du Kamer (né en 1983), chanteur français intégré au Cameroun

Personnalités décédées à Roanne
- Antoine Dorfeuille (1754-1795), comédien, dramaturge et révolutionnaire.
- Charles-Adrien Meaudre (1755-1834), député de la Loire.
- Marcelin Moulin (1762-1835), député de la Loire, premier maire constitutionnel de Montagny.
- Claude Ramel (1768-1831), député de la Loire.
- Gabriel Beluze (1769-1818), colonel de la Révolution et de l'Empire.
- Joseph Devillaine (1796-1868), député de la Loire, banquier, maire de Roanne.
- Claude Dechastelus (1798-1873), député de la Loire.
- Francisque Tapon-Fougas (1810-1893), poète, auteur dramatique et pamphlétaire.
- Charles Cherpin (1813-1884), député et sénateur de la Loire, magistrat.
- Paul Gerbay (1835-1891), député de la Loire.
- Antoine Jouhannet (1871-1949), député de la Loire, adjoint au maire de Roanne.
- Gabriel Revault d'Allonnes (1872-1949), médecin psychiatre et professeur agrégé de philosophie.
- Théo Hanssen (1885-1957), maître-verrier belge.
- Elie VIEUX[112] (1897-1958), instituteur, combattant de la Grande Guerre, résistant et président du comité de libération clandestin du roannais, Sous-préfet de Roanne du 23 août 1944 au 11 décembre 1946.
- Armand Viguier (1893-1985), pilote de chasse.
- Joseph Normand (1894-1979), cycliste.
- Jacques Gougenot (1895-1961), maire de Roanne.
- Albert Masson (1905-1992), député de la Loire.
- Abdelkader Amar (1914-1974), footballeur ayant joué à Boulogne, à l'AS Saint-Étienne puis à l'OGC Nice.
- Roger Crivelli (1918-1943), Compagnon de la Libération, résistant, employé de l'usine France-Rayonne dont il participe au sabotage.
- Jean Diat (1919-2002), député de la Loire.
- Michel Baudinat[157] (1939-2008), acteur, notamment dans Nouvelle chance (2006).
- Georges Pralus (1940-2014), chef cuisinier et inventeur de la cuisine sous vide.
- Jacques Marlaud (1944-2014), journaliste, essayiste et maître de conférences à l'université Jean-Moulin-Lyon-III.
- Christian Guy (1948-2006), artiste peintre.

Personnalités liées à Roanne
- Pierre Coton (1564-1626), confesseur d'Henri IV puis de Louis XIII, fondateur dans un ancien château du collège des jésuites de Roanne en 1607. Une rue porte son nom au faubourg Mulsant.
- Père Lachaise (1624-1709), petit-neveu du père Coton, confesseur de Louis XIV, fondateur du nouveau collège jésuite. Durant les deux guerres mondiales, l'établissement fera office d'hôpital. Il deviendra en 1962 le lycée d'état Jean Puy) dont l'entrée se faisait encore rue des Bourrasières (actuelle rue Charles de Gaulle) avant de subir d'importants travaux en 1968.
- Joseph Berchoux (1760-1838), poète et humoriste.
- Marc Louis de Tardy (1769-1857), maire de Roanne de 1817 à 1830 et député de la Loire de 1827 à 1830 puis de 1830 à 1831.
- Victor de Persigny (1808-1872), duc de Persigny, ministre sous Napoléon III et ambassadeur au Royaume-Uni de 1855 à 1858 puis de 1859 à 1860, il est à l'origine de la construction de l'hôtel de ville de Roanne.
- Louis Mercier (1870-1951), journaliste et poète.
- Jean Rouppert (1887-1979), dessinateur, peintre et sculpteur.
- Simone Weil (1909-1943), philosophe et mystique, agrégée de philosophie, enseigna d'octobre 1933 à juillet 1934 dans l'actuel lycée Jules Ferry de Roanne, autrefois lycée de jeunes filles.
- Auguste Pralus (1920-1997), chocolatier français, meilleur ouvrier de France en 1955, il invente en 1955 la célèbre spécialité roannaise : la Praluline.
- Georges Montforez (1921-1974), romancier et nouvelliste.
- Jean Troisgros (1926-1983) et Pierre Troisgros (1928-2020) dit Les Frères Troisgros, chefs cuisiniers.
- Barbara (1930-1997), auteure-compositrice-interprète, qui vécut un an au 26 rue Mulsant en 1938.
- Danielle Souanin (née en 1934), sculptrice et artiste peintre.
- Claude Érignac (1937-1998), sous-préfet de Roanne de août 1981 à octobre 1984.
- Jean Auroux (né en 1942), maire de Roanne de 1977 à 2001, il est l'auteur des lois sur le travail qui portent son nom alors qu'il était ministre du Travail sous François Mitterrand.
- Daniel Arsand (né en 1950), écrivain et éditeur, lauréat du prix Fémina en 1998.
- Bernard Bilicki (né en 1951), international de karaté dans les années 1970-1980.
- Jean-Pierre Jeunet (né en 1953), réalisateur et scénariste.
- Henri Giraud[158] (né en 1957), sosie de Coluche et comédien, notamment dans Podium (2004) et Rien dans les poches (2008).
- Yves Nicolin (né en 1963), maire de Roanne de 2001 à 2008 puis réélu en 2014 et député dans la 5e circonscription de la Loire de 1993 à 2017.
- Sébastien Borgnat[159] (né en 1972), journaliste à LCI depuis 1998.
- Léo Rispal (né en 2000), chanteur.
- Angil, auteur-compositeur-interprète.
- Les Tit' Nassels, groupe de musique basé sur la chanson de variétés.

### Héraldique et logos
|  | Les armoiries de Roanne se blasonnent ainsi : D’azur au croissant d’argent, surmonté d’une croix de la Légion d’honneur au naturel. La devise de la ville est « crescam et lucebo » (« je croîtrai et je luirai »). |

Logo de la ville de Roanne jusqu'en juin 2015.
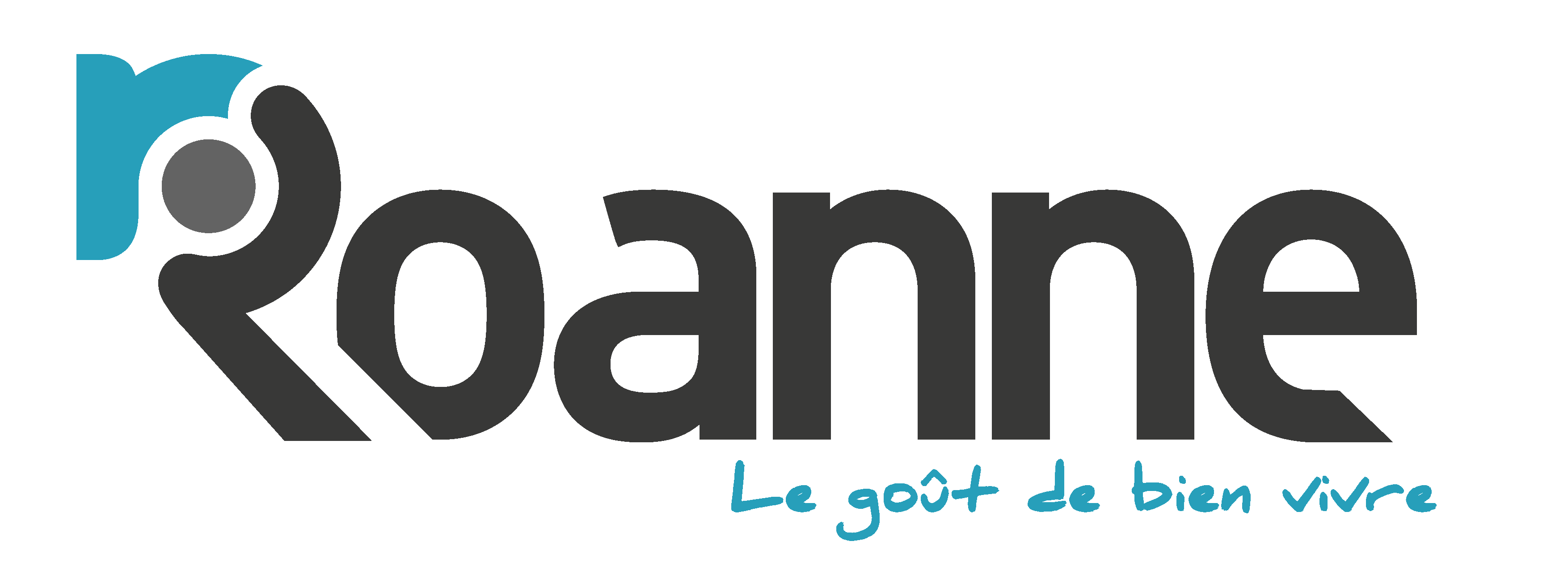